# Neville Chamberlain
Arthur Neville Chamberlain (pronunciación, /ˈɑːθə ˈnɛvɪl ˈtʃeɪmbəlɪn/; Birmingham, 18 de marzo de 1869-Heckfield, 9 de noviembre de 1940) fue un político conservador británico, que desempeñó el cargo de primer ministro entre el 28 de mayo de 1937 y el 10 de mayo de 1940. Es famoso por su política de apaciguamiento con respecto al Tercer Reich, así como por su firma del Acuerdo de Múnich el 30 de septiembre de 1938, otorgando a ese país la región germanófona de los Sudetes de Checoslovaquia. Tras la invasión alemana de Polonia el 1 de septiembre de 1939, que marcó el principio de la Segunda Guerra Mundial, anunció la declaración de guerra a Alemania dos días después y dirigió al Reino Unido durante los primeros ocho meses del conflicto bélico hasta su renuncia al cargo.
Después de trabajar en empresas y el gobierno local y tras un breve período como director del Servicio Nacional en 1916 y 1917, a la edad de 49 años siguió los pasos de su padre Joseph Chamberlain y su medio hermano mayor Austen para participar en las elecciones generales de 1918 y ser elegido miembro del Parlamento para el nuevo distrito electoral de Birmingham Ladywood. Declinó un puesto subministerial, permaneciendo sin cargo en el gobierno hasta 1922. Fue rápidamente ascendido en 1923 a ministro de Salud y luego canciller de la Hacienda. Después de un gobierno de corta duración liderado por los laboristas, regresó como ministro de Salud, introduciendo una serie de medidas de reforma entre 1924 y 1929. Fue nombrado canciller de la Hacienda en el Gobierno Nacional en 1931.
Sucedió a Stanley Baldwin como primer ministro el 28 de mayo de 1937. Su mandato estuvo dominado por la cuestión de la política exterior hacia una Alemania cada vez más agresiva y sus acciones en Múnich fueron muy populares entre los británicos en ese momento. En respuesta a la continua agresión de Adolf Hitler, Chamberlain comprometió al país a defender la independencia de Polonia en caso de un ataque, una alianza que llevó al Reino Unido a la guerra después de la ocupación alemana. El fracaso de las fuerzas aliadas para evitar la invasión alemana de Noruega provocó que la Cámara de los Comunes celebrara el histórico «debate de Noruega» (Norway Debate) en mayo de 1940. Su conducta hacia la guerra fue duramente criticada por miembros de todos los partidos y, en una moción de confianza, su gobierno de mayoría se redujo considerablemente. Al reconocer que era crucial un gobierno nacional apoyado por todos los partidos principales, renunció al cargo porque los laboristas y liberales ya no participarían bajo su liderazgo. Aunque aún lideraba el Partido Conservador, su colega Winston Churchill lo sucedió en el cargo. Siguió colaborando en el gobierno y fue un miembro importante del gabinete de guerra como lord presidente del Consejo, al frente del país en ausencia de Churchill, hasta que la mala salud lo obligó a renunciar el 22 de septiembre. Murió de cáncer a los 71 años el 9 de noviembre, seis meses después de abandonar el cargo de primer ministro.
Su reputación sigue siendo controvertida entre los historiadores, ya que el gran respeto inicial que tenía fue erosionado por libros como Guilty men (1940), que culparon a él y sus colegas por el Acuerdo de Múnich y por supuestamente no preparar al país para la guerra. La mayoría de los historiadores de la generación posterior a su muerte tenían opiniones similares, dirigidas por Churchill en The Gathering Storm (1948). Algunos historiadores posteriores han tomado una perspectiva más favorable de él y sus políticas, citando documentos del gobierno publicados bajo la «regla de los treinta años» y argumentando que ir a la guerra contra Alemania en 1938 habría sido desastroso, ya que el Reino Unido no estaba preparado; aunque, por otro lado, el oficial de inteligencia nazi Karl-Erich Kühlenthal reconocía a principios de 1937 que la aviación alemana no estaba bien preparada y que necesitarían cuatro años de entrenamiento intensivo para revertir tal situación, según informes norteamericanos desclasificados. No obstante, Chamberlain sigue siendo calificado desfavorablemente entre los primeros ministros británicos.

## Primeros años

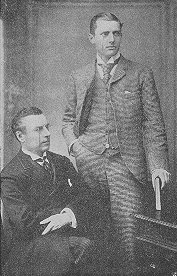
Su padre Joseph Chamberlain (sentado) y su medio hermano Austen en 1892.

Nació el 18 de marzo de 1869 en una casa llamada Southbourne en el distrito de Edgbaston de Birmingham. Hijo único del segundo matrimonio de Joseph Chamberlain, quien más tarde se convirtió en alcalde de Birmingham y ministro del gobierno británico. Su madre era Florence Kenrick, prima del parlamentario William Kenrick; falleció cuando él era un niño pequeño. Su padre había tenido otro hijo, Austen, de su primer matrimonio. Neville fue educado en casa por su hermana mayor Beatrice y, más tarde, en la Rugby School. Su padre luego lo envió al Mason College, ahora Universidad de Birmingham. Tenía poco interés en sus estudios allí y, en 1889, su padre lo introdujo como aprendiz a una firma de contables. En seis meses ya era un empleado asalariado.
En un esfuerzo por recuperar la fortuna familiar, su padre lo envió a establecer una plantación de sisal en la isla de Andros en las Bahamas. Pasó seis años allí, pero la plantación fue un fracaso; su padre perdió £50 000. A su regreso a Inglaterra, entró en el mundo de los negocios, adquiriendo —con ayuda de su familia— Hoskins & Company, un fabricante de amarres de barcos de metal.  Fue director general de la compañía durante diecisiete años, durante los cuales la empresa prosperó. También se involucró en actividades cívicas en Birmingham. En 1906, como gobernador del Hospital General de Birmingham y junto con «no más de quince» otros dignatarios, fue miembro fundador del Comité Nacional de Hospitales Unidos de la Asociación Médica Británica.
A los cuarenta años, esperaba permanecer soltero, pero en 1910 se enamoró de Anne de Vere Cole, una pariente lejana por matrimonio, y se casó con ella al año siguiente. Se habían conocido a través de su tía Lilian, una viuda nacida en Canadá del hermano de Joseph Chamberlain, Herbert, quien en 1907 se había casado con el tío de Anne, Alfred Clayton Cole, director del Banco de Inglaterra. Anne Cole alentó y apoyó la entrada de su esposo en la política local y fue su constante ayudante y compañera de confianza, compartiendo plenamente sus intereses en el sector inmobiliario y otras actividades políticas y sociales después de su elección como miembro del Parlamento. La pareja tuvo un hijo y una hija.

## Inicios en la política
Inicialmente mostró poco interés en la política, aunque su padre y su medio hermano Austen estaban en el Parlamento. Durante la elecciones generales de 1900 pronunció discursos en apoyo de los unionistas liberales de su padre. Este partido se alió con los conservadores y luego se fusionaron con ellos bajo el nombre de Partido Unionista, que en 1925 se conoció como el Partido Conservador y Unionista. En 1911, Chamberlain presentó su candidatura como unionista liberal para el ayuntamiento de Birmingham por el barrio de All Saints, ubicado dentro del distrito electoral parlamentario de su padre.

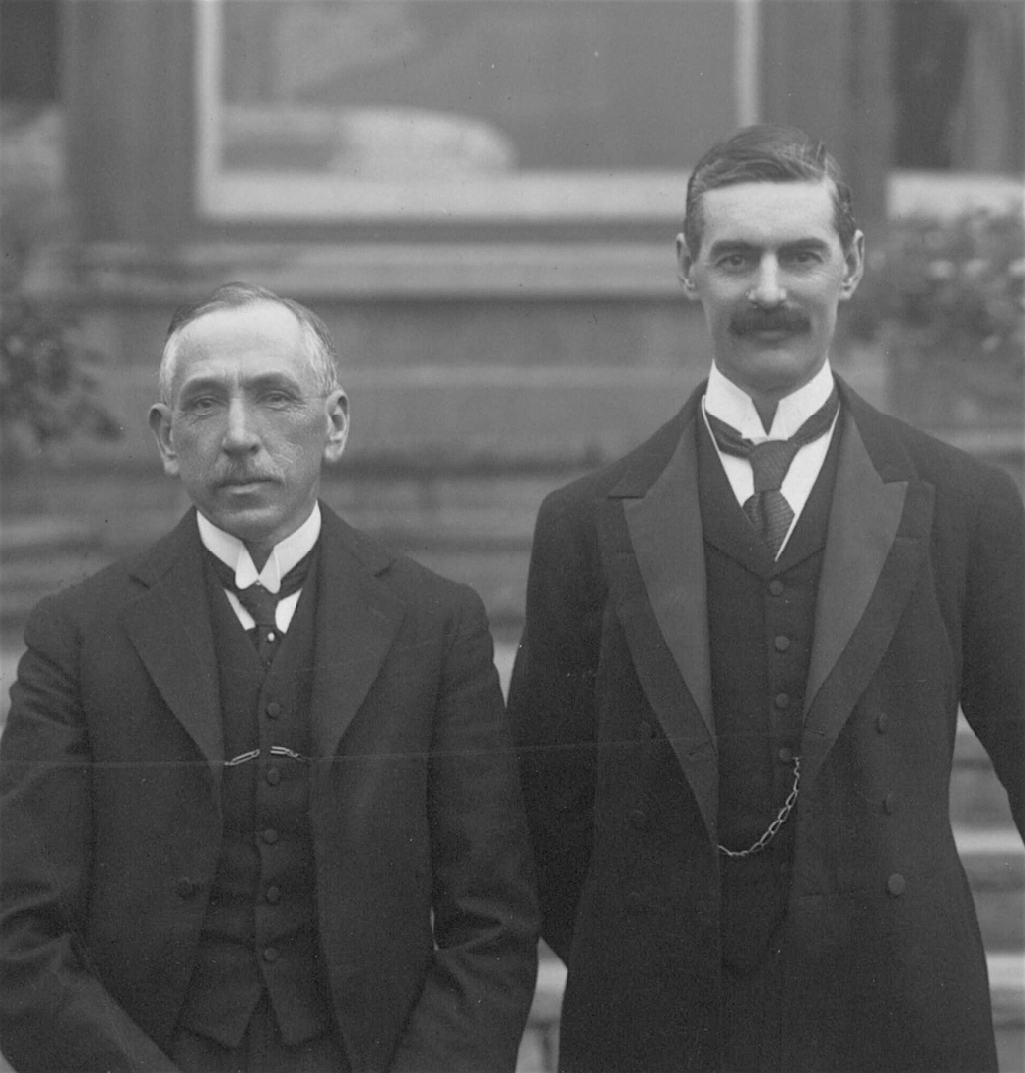
Chamberlain como alcalde mayor de Birmingham en mayo de 1916, junto al primer ministro australiano Billy Hughes.

Fue nombrado presidente del Comité de Planificación Urbana. Bajo su dirección, Birmingham pronto adoptó uno de los primeros planes de desarrollo urbano en el país. El estallido de la Primera Guerra Mundial en 1914 impidió la realización de sus planes. En 1915, se convirtió en alcalde de Birmingham. Además de su padre, cinco de sus tíos también habían alcanzado la dignidad cívica principal de Birmingham: Richard Chamberlain —hermano de Joseph—, William y George Kenrick, Charles Beale —cuatro veces alcalde mayor— y Thomas Martineau. Como alcalde en tiempos de guerra, tenía una gran carga de trabajo e insistió en que sus concejales y funcionarios trabajaran igualmente duro. Redujo a la mitad la asignación de gastos del alcalde y el número de funciones cívicas que corresponden al cargo. En 1915, fue nombrado miembro de la Junta Central de Control contra el tráfico de licores.
En diciembre de 1916, el primer ministro David Lloyd George le ofreció el nuevo puesto de director del Servicio Nacional, con la responsabilidad de coordinar el servicio militar obligatorio y garantizar que las industrias de guerra esenciales pudieran funcionar con suficiente mano de obra. Su mandato estuvo marcado por el conflicto con Lloyd George; en agosto de 1917, habiendo recibido poco apoyo del primer ministro, dimitió. La relación entre Chamberlain y Lloyd George sería, a partir de entonces, de odio mutuo.
Decidió presentarse a la Cámara de los Comunes y fue aprobado como candidato unionista para el distrito de Birmingham Ladywood. Al finalizar la guerra, se convocaron elecciones generales casi de inmediato. La campaña en esta circunscripción había llamado la atención porque su oponente, del Partido Liberal, era Margery Corbett Ashby, una de las diecisiete candidatas que se presentaron para el Parlamento en la primera elección en que las mujeres eran elegibles. Chamberlain reaccionó a esa participación siendo uno de los pocos candidatos masculinos que se dirigieron específicamente a las mujeres votantes haciendo uso de su esposa, emitiendo un folleto especial titulado «Una palabra para las damas» (A word to the Ladies) y celebrando dos manifestaciones por la tarde. Fue elegido con casi el 70% de los votos y una mayoría de 6,833. Tenía 49 años, lo que lo convierte en el futuro primer ministro de mayor edad al ser elegido por primera vez a la Cámara de los Comunes.

## Parlamentario y ministro de Salud

### Legislador sin cargo
Una vez elegido, se lanzó al trabajo parlamentario, lamentando los tiempos en que no podía asistir a los debates y pasando mucho tiempo en labores de comité. Fue presidente del Comité Nacional sobre Áreas Insalubres (1919-1921) y, en ese cargo, visitó los barrios pobres de Londres, Birmingham, Leeds, Liverpool y Cardiff. En consecuencia, en marzo de 1920, Bonar Law le ofreció un puesto subalterno en el Ministerio de Salud en nombre del primer ministro, pero Chamberlain no estaba dispuesto a servir en el gobierno de Lloyd George y no se le ofrecieron más propuestas durante ese mandato. Cuando Law renunció como líder del partido unionista, Austen Chamberlain tomó su lugar como líder de los unionistas en el Parlamento. Los jerarcas unionistas estaban dispuestos a participar en las elecciones de 1922 en coalición con los liberales de Lloyd George pero, el 19 de octubre, los parlamentarios unionistas celebraron una reunión en el Carlton Club en la que votaron en contra de acurdir a las elecciones en coalición con Lloyd George. Lloyd George dimitió, al igual que Austen Chamberlain, y Law volvió de su retiro para liderar a los unionistas como primer ministro en coalición con los conservadores.
Muchos unionistas de alto rango se negaron a formar gobierno con Law para beneficiar a Chamberlain, quien en el transcurso de diez meses pasó de backbencher —parlamentario sin cargo en el Gobierno— a canciller de la Hacienda. Law lo había nombrado inicialmente director general de Correos y, posteriormente, fue incorporado al Consejo Privado. Cuando Arthur Griffith-Boscawen, ministro de sanidad, perdió su escaño en las elecciones de 1922 y fue derrotado en una elección extraordinaria en marzo de 1923 por el futuro ministro del Interior James Chuter Ede, Law ofreció el puesto de ministro de sanidad a Chamberlain. Dos meses después, Law fue diagnosticado con cáncer de garganta terminal avanzado. Inmediatamente dimitió y fue reemplazado por el canciller de la Hacienda, Stanley Baldwin. En agosto de 1923, Baldwin promovió a Chamberlain al cargo de canciller de la Hacienda.
Sirvió solo cinco meses en el cargo antes de que los conservadores fueran derrotados en las elecciones generales de 1923. Ramsay MacDonald se convirtió en el primer primer ministro laborista, pero su gobierno cayó en cuestión de meses, lo que forzó a otras elecciones generales. Por un margen de solo setenta y siete votos, Chamberlain derrotó por poco al candidato laborista Oswald Mosley, quien más tarde dirigió la Unión Británica de Fascistas. Pensando que perdería si volvía a presentarse por Birmingham Ladywood, arregló ser candidato por Birmingham Edgbaston, distrito de la ciudad donde nació y que era un escaño mucho más seguro, que mantendría por el resto de su vida. Los unionistas ganaron las elecciones, pero Chamberlain rehusó volver al cargo de canciller de la Hacienda, prefiriendo su antiguo puesto de ministro de sanidad.
Dos semanas después de su nombramiento como ministro de sanidad, presentó al consejo de ministros una agenda que contenía veinticinco leyes que esperaba ver promulgadas. Antes de abandonar el cargo en 1929, veintiún de los veinticinco proyectos de ley habían sido aprobados. Buscó la abolición de las juntas de guardianes de las leyes de pobres que administraban asistencia a desamparados; eran elegidas por sufragio y que en algunas áreas eran responsables de impuestos. Muchas de las juntas estaban en manos de laboristas y habían desafiado al Gobierno distribuyendo fondos de ayuda a los desempleados sin discapacidad. En 1929, fue aprobada su Ley de Gobierno Local (Local Government Act 1929) que abolió por completo las juntas de las leyes de pobres. Había defendido su propuesta ante los parlamentarios durante dos horas y media en la segunda lectura del proyecto de ley y, cuando concluyó, fue aplaudido por todas los partidos.
Aunque hizo una nota conciliadora durante la huelga general de 1926, usualmente tuvo malas relaciones con la oposición laborista. El futuro primer ministro laborista Clement Attlee se quejó de que «siempre nos trató como basura» y, en abril de 1927, Chamberlain escribió: «Cada vez siento más desprecio por su lamentable estupidez». Sus malas relaciones con el Partido Laborista luego tuvieron un rol importante en su venidera caída como primer ministro.

### En la oposición y debate sobre la guerra

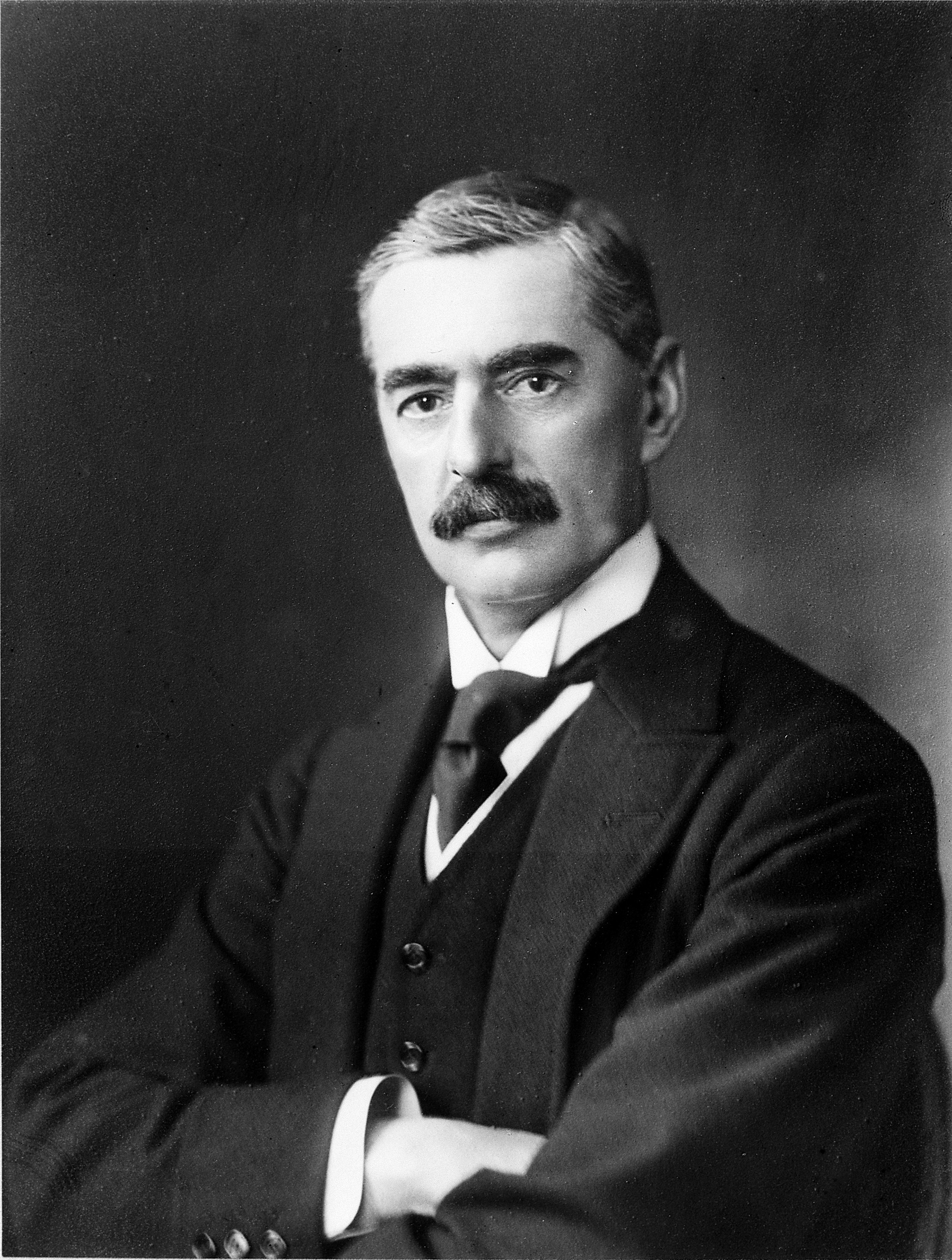
Fotografiado en 1923.

Baldwin convocó a elecciones generales para el 30 de mayo de 1929, lo que resultó en un Parlamento colgado en el que los laboristas ocupaban la mayoría de los escaños. Baldwin y su gobierno dimitieron y los laboristas, bajo MacDonald, nuevamente asumieron el poder. En 1931, el gobierno de MacDonald se enfrentó a una grave crisis cuando el «informe de mayo» (May Report) reveló que el presupuesto no estaba equilibrado, con un déficit previsto de £120 millones. El gobierno laborista dimitió el 24 de agosto y MacDonald formó un Gobierno de unidad nacional apoyado por la mayoría de los conservadores. Chamberlain ocupó una vez más al ministerio de Salud.
Después de las elecciones generales de 1931, en las que los partidarios del Gobierno de unidad nacional —en su mayoría conservadores— obtuvieron una victoria abrumadora, MacDonald lo designó canciller de la Hacienda. Propuso un arancel del 10% para bienes extranjeros y aranceles más bajos o nulos para bienes de las colonias y los dominios. Su padre Joseph Chamberlain había abogado por una política similar, la «preferencia imperial» (Imperial Preference); presentó su proyecto de ley ante la Cámara de los Comunes el 4 de febrero de 1932 y concluyó su discurso señalando la pertinencia de su intento de promulgar la propuesta de su padre. Al terminar de hablar, su hermano Austen bajó de los bancos traseros y le estrechó la mano. La Ley de Derechos de Importación (Import Duties Act 1932) fue aprobada fácilmente por el Parlamento.
Presentó su primer presupuesto en abril y mantuvo los fuertes recortes presupuestarios que se habían acordado al inicio del Gobierno Nacional. El interés en la deuda de guerra era un gasto financiero importante. Decidió recudir la tasa de interés anual sobre la mayor parte de la deuda de guerra británica del 5 % al 3.5 %. Entre 1932 y 1938, disminuyó a la mitad el porcentaje del presupuesto dedicado a los intereses de la deuda de guerra.
Esperaba que se pudiera negociar una cancelación de la deuda de guerra con los Estados Unidos. En junio de 1933, el Reino Unido fue sede de la Conferencia Mundial Monetaria y Económica, que quedó en nada cuando el presidente estadounidense Franklin D. Roosevelt envió la noticia de que no consideraría ninguna remisión de la deuda de guerra. En 1934, Chamberlain pudo declarar un superávit presupuestario y revertir muchos de los recortes en las pensiones por desempleo y los salarios de los funcionarios públicos que había hecho después de asumir el cargo. Dirigiéndose al pleno de la Cámara dijo: «Hemos terminado la historia de la Casa desolada y estamos sentados esta tarde para disfrutar el primer capítulo de Grandes esperanzas».

### Gastos sociales y militares
La Junta de Asistencia al Desempleado (UAB), establecida por la Ley de Desempleo de 1934 (Unemployment Act 1934), fue en gran parte una creación del Chamberlain, quien deseaba ver el tema de la asistencia al desempleo eliminado del argumento político del partido. Además, «vio la importancia de “proporcionar cierto interés en la vida para la gran cantidad de hombres que probablemente nunca conseguirían trabajo” y de esta realización surgió la responsabilidad de la UAB por el “bienestar”, además de la manutención, de los desempleados».
El gasto en defensa se había reducido considerablemente en sus primeros presupuestos. En 1935, ante el resurgimiento militar de Alemania bajo el liderazgo de Hitler, estaba convencido de la necesidad del rearme. Instó especialmente al fortalecimiento de la Real Fuerza Aérea, al darse cuenta de que el baluarte histórico del país, el canal de la Mancha, no era una defensa contra el poder aéreo.
En 1935, MacDonald se retiró y Baldwin ocupó el cargo de primer ministro por tercera vez. En las elecciones generales de 1935, el Gobierno Nacional dominado por los conservadores perdió noventa escaños de su gran mayoría de 1931, pero aún conservaba un abrumador representación de 255 parlamentarios en la Cámara de los Comunes. Durante la campaña, el dirigente adjunto laborista Arthur Greenwood había atacado a Chamberlain por gastar dinero en el rearme y que esa política era «el más simple alarmismo; vergonzoso en un estadista de la posición responsable del señor Chamberlain, por sugerir que se necesitaban más millones en dinero para armamentos».

### Papel en la crisis de abdicación
Se especula que tuvo un papel importante en la crisis de abdicación de 1936. Escribió en su diario que Wallis Simpson, la futura esposa de Eduardo VIII, era «una mujer completamente carente de escrúpulos, que no está enamorada del rey, sino que lo está explotando para sus propios fines. Ya lo ha arruinado en dinero y joyas [...]». Al igual que el resto del Gabinete, excepto Duff Cooper, estuvo de acuerdo con Baldwin en que el rey debía abdicar si se casaba con Simpson y, el 6 de diciembre, ambos insistieron en que Eduardo VIII tenía que tomar su decisión antes de Navidad; según un relato, creía que la incertidumbre estaba «perjudicando el comercio de Navidad». El rey abdicó el 10 de diciembre, cuatro días después de la reunión.
Poco después del evento, Baldwin anunció que seguiría como primer ministro hasta poco después de la coronación de Jorge VI y su consorte. El 28 de mayo de 1937, dos semanas después de la ceremonia, Baldwin dimitió y aconsejó al rey que nombrase primer ministro a Neville Chamberlain. Austen no vivió para ver el último «ascenso [de su hermano ...] a la cima de la cucaña», ya que había muerto dos meses antes.

## Primer ministro

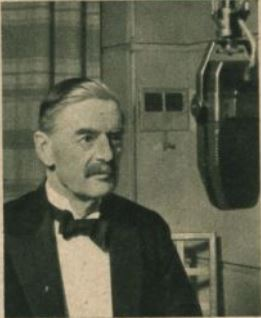
Chamberlain, ya primer ministro, en una alocución radial en 1937.

Tras su ascensión, consideró convocar elecciones generales, pero, con tres años y medio restantes en la legislatura, decidió esperar. A los 68 años era la segunda persona de más edad en el siglo XX —detrás de Henry Campbell-Bannerman— en ser primer ministro por primera vez y era visto por la mayoría como un guardián que lideraría el Partido Conservador hasta las próximas elecciones y que se inclinaría por un candidato más joven, con el ministro de asuntos exteriores, Anthony Eden, como un posible sucesor. Desde el comienzo de su mandato, se rumoreaba que varios aspirantes estaban compitiendo por el puesto.
Le disgustaba lo que consideraba una actitud demasiado sentimental de Baldwin y MacDonald en los nombramientos y reorganizaciones del gabinete. Aunque había trabajado estrechamente con el presidente de la Junta de Comercio, Walter Runciman, en el tema de los aranceles, lo despidió en lugar de ofrecerle la posición simbólica de lord del Sello Privado, que Runciman ya enfadado declinó. Chamberlain pensaba que Runciman, miembro del Partido Nacional Liberal, era descuidado. Poco después de asumir el cargo, ordenó a sus ministros que prepararan programas normativos de dos años. Estos informes debían integrarse con la intención de coordinar la aprobación de la legislación a través del Parlamento en curso, cuyo plazo expiraría en noviembre de 1940.
En el momento de ocupar el cargo, su personalidad no era bien conocida por el público, aunque había  seis años de grabaciones suyas en las que presentaba el presupuesto anual. Según su biógrafo, Robert Self, estas grabaciones parecían relajadas y modernas, mostrando su capacidad de hablar directamente a la cámara. Chamberlain tenía pocos amigos entre sus colegas parlamentarios; un intento de su secretario privado, Alec Douglas-Home, de llevarlo a la sala de fumadores de la Cámara de los Comunes para socializar con sus colegas terminó en un silencio vergonzoso. Compensaba estas deficiencias ideando el sistema de gestión de prensa más sofisticado empleado por un primer ministro hasta ese momento, con funcionarios en el Número 10, dirigido por su jefe de prensa George Steward, quien trataba de convencer a los periodistas de que eran colegas que compartían el poder e información privilegiada y que debían adherirse a la línea del gobierno.

### Política doméstica

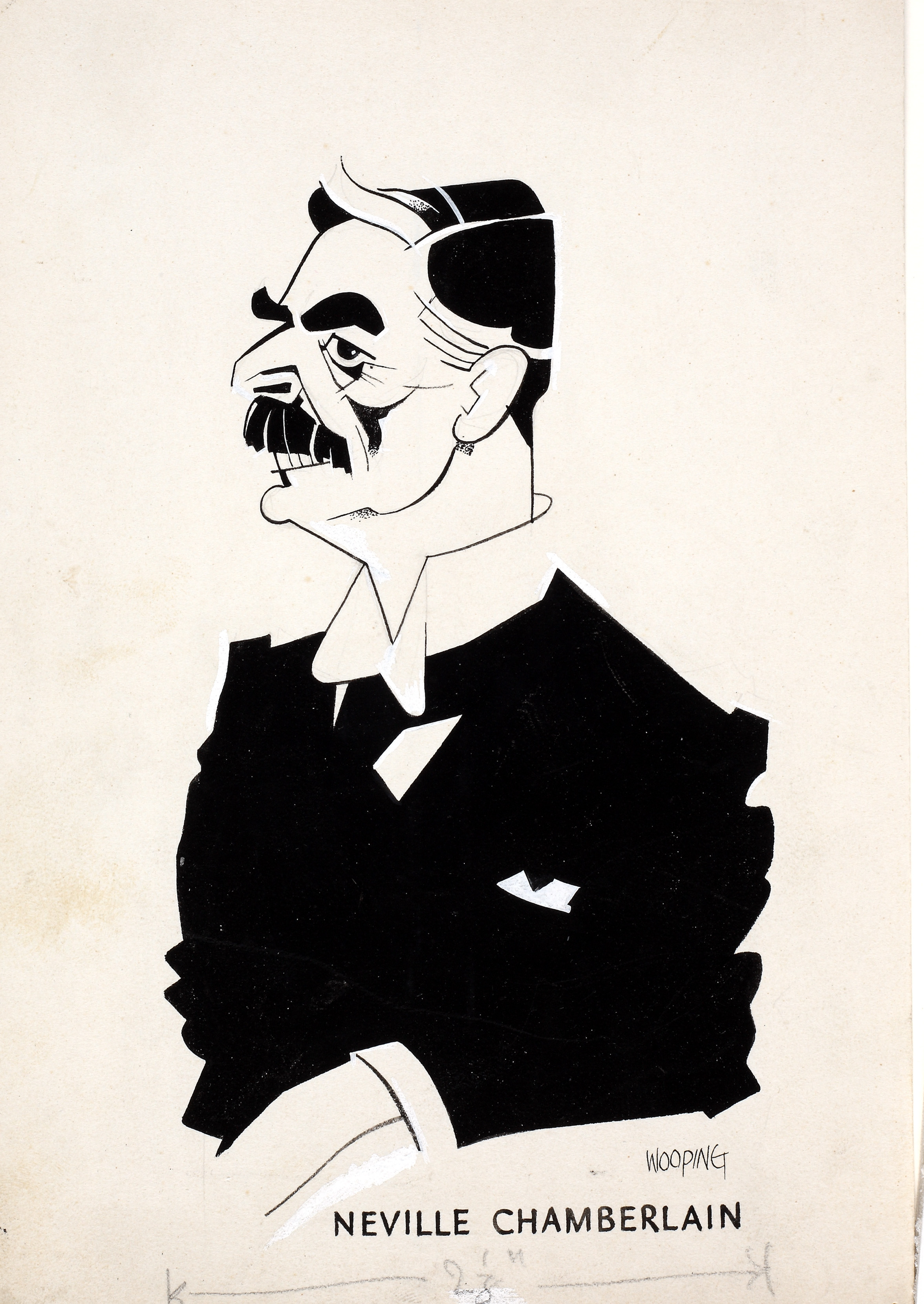
Caricatura de Chamberlain cuando era primer ministro.

Vio su ascenso a la primera magistratura del estado como la gloria final de una carrera como reformador nacional, sin darse cuenta de que sería recordado por decisiones de política exterior. Una razón por la que buscó soluciones rápidas de los problemas europeos era la esperanza de que le permitiera concentrarse en los asuntos internos.
Poco después de ser nombrado primer ministro, obtuvo la aprobación de la Ley de Fábricas de 1937 (Factories Act 1937), que tenía como objetivo mejorar las condiciones de trabajo en las manufacturas y puso límites a las horas de trabajo de mujeres y niños. En 1938, el Parlamento promulgó la Ley del Carbón de 1938 (Coal Act 1938), que permitía la nacionalización de los depósitos de carbón. Otra ley importante aprobada ese año fue la Ley de Vacaciones Pagadas de 1938 (Holidays with Pay Act 1938), que, aunque solo recomendaba que los empleadores dieran a los trabajadores una semana libre pagada, condujo a una gran expansión de campamentos de vacaciones y otros alojamientos de ocio para las clases trabajadoras. La Ley de Vivienda de 1938 (Housing Act 1938) otorgó subsidios destinados a alentar la eliminación de barrios marginales y mantuvo el control de alquileres. Sus planes para la reforma del gobierno local fueron dejados a un lado debido al estallido de la guerra en 1939. Del mismo modo, el aumento de la edad de escolarización obligatoria hasta los quince años, programada para su implementación el 1 de septiembre de 1939, no entró en vigor.

### Relaciones con Irlanda
Las relaciones entre el Reino Unido y el Estado Libre Irlandés habían sido tensas desde el nombramiento en 1932 de Éamon de Valera como presidente del Consejo Ejecutivo. La guerra comercial angloirlandesa (1932-1938), provocada por la retención de efectivo que Irlanda había acordado pagar al Reino Unido, había causado pérdidas económicas en ambas naciones, que estaban ansiosas por un acuerdo. El gobierno de Valera también buscó cortar los lazos restantes entre Irlanda y el Reino Unido, como derogar el estatus del rey como jefe de Estado irlandés. Cuando era canciller de Hacienda, Chamberlain había adoptado una postura de línea dura contra las concesiones a los irlandeses, pero ya en el cargo de primer ministro buscó un acuerdo con ellos, convencido de que los lazos tensos estaban afectando las relaciones con otros dominios.
Las conversaciones habían sido suspendidas por el gobierno de Baldwin en 1936, pero se reanudaron en noviembre de 1937. Valera buscó no solo alterar el estatus constitucional de Irlanda, sino también revocar otros aspectos del Tratado Angloirlandés, especialmente el tema de la partición, así como la obtención de control total de los tres «puertos del Tratado» (Treaty Ports), a saber, Berehaven, Queenstown (Cóbh) y el fiordo Swilly, que habían permanecido bajo soberanía británico. Por otro lado, el Reino Unido deseaba retener los dichos puertos, al menos en tiempo de guerra, y obtener el dinero que Irlanda había acordado pagar.
Los irlandeses demostraron ser negociadores muy difíciles, tanto que Chamberlain se quejó de que una de las ofertas de Valera había «presentado a los ministros británicos un trébol de tres hojas, ninguna de las cuales tenía ventajas para el Reino Unido». Con las conversaciones en un punto muerto, hizo a los irlandeses una oferta final en marzo de 1938, en la que accedió a muchas de sus posiciones, aunque confiaba en que «solo había renunciado a las pequeñas cosas», por lo que los acuerdos pudieron firmarse el 25 de abril de 1938. El problema de la partición no se resolvió, pero los irlandeses acordaron pagar £10 millones a los británicos. No había ninguna disposición en los tratados para el acceso británico a aquellos puertos en tiempo de guerra, pero Chamberlain aceptó la garantía verbal de Valera de que en caso de guerra los británicos tendrían acceso. El backbencher conservador Winston Churchill atacó los acuerdos en el Parlamento por entregar los puertos del Tratado, que describió como las «torres centinelas de los accesos occidentales». Cuando llegó la guerra, Valera denegó el acceso del Reino Unido a los puertos del Tratado invocando la neutralidad irlandesa. Churchill criticó estos tratados en The Gathering Storm, afirmando que «nunca vio a la Cámara de los Comunes tan completamente engañada» y que «hizo que los miembros se sintieran de manera muy diferente cuando nuestra existencia colgaba en la balanza durante la batalla del Atlántico». Chamberlain creía que los puertos del Tratado eran inútiles si Irlanda era hostil y consideró que valía la pena asegurar relaciones amistosas con Dublín.

### Política hacia el continente

#### Primeros eventos
Buscó conciliar con el Tercer Reich y hacer del Estado nazi un socio de una Europa estable. Creía que Alemania podría estar satisfecha con la restauración de algunas de sus colonias y, durante la crisis de Renania de marzo de 1936, había declarado que «si estábamos a la vista de un acuerdo general, el Gobierno británico debería considerar la cuestión» de la restauración colonial. Los intentos del nuevo primer ministro de asegurar un acuerdo de este tipo fueron frustrados porque Alemania no tenía prisa por dialogar con el Reino Unido. El ministro de Asuntos Exteriores, Konstantin von Neurath, debía visitar Londres en julio de 1937, pero canceló su visita. Edward Wood, lord presidente del Consejo, visitó Alemania en privado en noviembre y se reunió con Adolf Hitler y otros funcionarios alemanes. Tanto Chamberlain como el embajador británico en Berlín, Nevile Henderson, declararon que la visita fue un éxito. Los funcionarios del Ministerio de Relaciones Exteriores se quejaron de que el viaje de Wood públicamente dejó entrever que el Gobierno británico estaba muy ansioso por las conversaciones; además, el secretario de Relaciones Exteriores, Anthony Eden, sintió que había sido ignorado.
Chamberlain también eludió a Eden, cuando este estaba de vacaciones, al abrir conversaciones directas con Italia, aislada internacionalmente por su invasión y conquista de Etiopía. En una reunión del Gabinete el 8 de septiembre, indicó que veía «la disminución de la tensión entre este país e Italia como una contribución muy valiosa hacia la pacificación y el apaciguamiento de Europa» que «debilitaría el eje Roma-Berlín». El primer ministro también estableció una línea privada de comunicación con el Duce Benito Mussolini, a través del embajador italiano Dino Grandi.
En febrero de 1938, Hitler comenzó a presionar al Gobierno austríaco para que aceptara la Anschluß o unión política entre Alemania y Austria. Chamberlain creía que era esencial reforzar las relaciones con Italia con la esperanza de que una alianza angloitaliana impediría que Hitler impusiese su régimen sobre Austria. Eden creía que el primer ministro se estaba precipitando demasiado al hablar con Italia y con la posibilidad de reconocer de iure la conquista de Etiopía por los italianos. Chamberlain concluyó que el secretario de Relaciones Exteriores tenía que aceptar su política o renunciar. El Gabinete escuchó a los dos, pero decidió por unanimidad apoyar al primer ministro y, a pesar de los esfuerzos de otros miembros del Gabinete para evitarlo, Eden dimitió. En años posteriores, Eden trató de retratar su renuncia como una postura en contra del apaciguamiento —Churchill lo describió en The Second World War como «una figura joven y fuerte que se enfrenta a largas y deprimentes mareas de deriva y rendición»—, pero muchos ministros y parlamentarios creían que no había nada en juego por la que valiera la pena dimitir. Chamberlain nombró a Wood secretario de Relaciones Exteriores en sustitución de Eden.

#### Tensiones con Alemania y Checoslovaquia
En marzo de 1938, Austria fue anexionada en Alemania por medio de la Anschluß. Aunque los sitiados austríacos solicitaron ayuda del Reino Unido, no obtuvieron respuesta. Londres envió a Berlín una dura nota de protesta. Al dirigirse al Gabinete poco después de que las fuerzas alemanas cruzaran la frontera, Chamberlain culpó tanto a Alemania como a Austria:

It is perfectly evident now that force is the only argument Germany understands and that "collective security" cannot offer any prospect of preventing such events until it can show a visible force of overwhelming strength backed by the determination to use it. ... Heaven knows I don't want to get back to alliances but if Germany continues to behave as she has done lately she may drive us to it.
Ahora es evidente que la fuerza es el único argumento que Alemania entiende y que la “seguridad colectiva” no puede ofrecer ninguna posibilidad de impedir tales eventos hasta que pueda mostrar una fuerza visible de poder abrumador respaldada por la determinación de utilizarla. [...] Dios sabe que no quiero volver a las alianzas, pero si Alemania sigue comportándose como lo ha hecho últimamente puede llevarnos a eso.

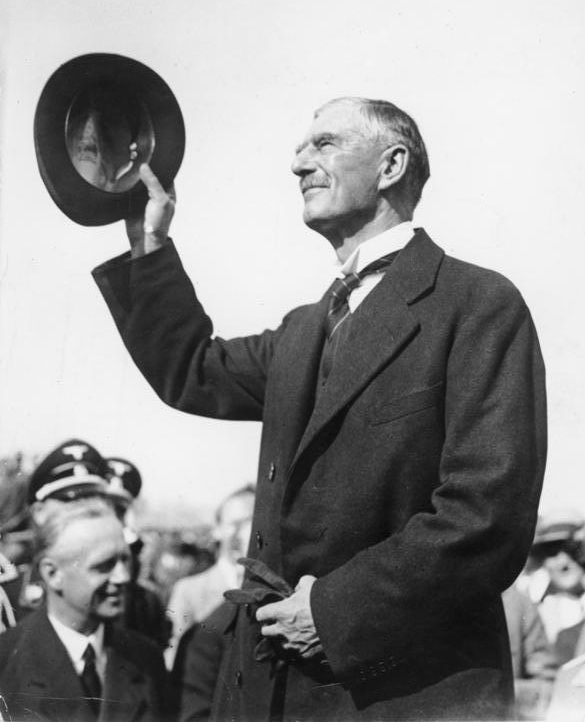
Chamberlain llegando a Múnich en septiembre de 1938.

El 14 de marzo, el día después del Anschluß, se dirigió a la Cámara de los Comunes y condenó enérgicamente los métodos utilizados por los alemanes en la toma de Austria. Su discurso obtuvo el apoyo de la Cámara.
Con Austria absorbida por Alemania, la atención se centró en el próximo objetivo obvio de Hitler: la región de los Sudetes de Checoslovaquia. Con tres millones de alemanes étnicos, los Sudetes representaban la población alemana más grande fuera del «Reich» y Hitler estuvo presionando por la unión de la región con Alemania. Checoslovaquia no tenía acuerdos militares con el Reino Unido, pero contaba con un pacto de asistencia mutua con Francia y tanto franceses como checoslovacos también tenían una alianza con la Unión Soviética. Después de la caída de Austria, el Comité de Política Exterior del Gabinete consideró buscar una «gran alianza» para frustrar a Alemania o alternativamente una garantía de ayuda a Francia si este país iba a la guerra. En cambio, el comité eligió abogar para que se instara a Checoslovaquia a tratar de quedar en los mejores términos posibles con Alemania. El Gabinete estuvo de acuerdo con la recomendación del comité, influenciado por un informe de los jefes del Estado Mayor que afirmaba que había poco que se pudiera hacer para ayudar a los checos en caso de una invasión alemana. Chamberlain informó a la Cámara que era responsable por no estar dispuesto a limitar la discreción de su gobierno mediante la entrega de compromisos.
Italia y el Reino Unido firmaron un acuerdo en abril de 1938. A cambio del reconocimiento de iure de la conquista italiana de Etiopía, Roma acordó retirar a algunos «voluntarios» italianos del bando nacionalista (franquista) de la guerra civil española. En este punto, los nacionalistas tenían una gran ventaja en ese conflicto y consumaron su victoria al año siguiente, en abril de 1939. También en abril de 1938, el nuevo primer ministro francés Édouard Daladier fue a Londres para dialogar con Chamberlain y se acordó seguir la posición británica sobre Checoslovaquia.
En mayo, los guardias fronterizos checos dispararon contra dos granjeros alemanes de los Sudetes que intentaban cruzar la frontera de Alemania a Checoslovaquia, sin detenerse para los puestos de control. Este incidente causó disturbios entre los alemanes de los Sudetes y luego se rumoreó que Alemania estaba trasladando tropas a la línea fronteriza. En respuesta al informe, Praga envió fuerzas a la frontera alemana. Edward Wood envió una nota a Berlín advirtiendo que si Francia interviniera en la crisis en nombre de Checoslovaquia, Londres podría apoyar a París. Las tensiones parecieron calmarse y Chamberlain y Wood fueron aclamados por su manejo «magistral» de la crisis. Aunque no se sabía en ese momento, más tarde se hizo evidente que Alemania no tenía planes para una invasión de Checoslovaquia en mayo. No obstante, el Gobierno británico recibió un fuerte y casi unánime espaldarazo de la prensa londinense.
Las negociaciones entre el Gobierno checo y los alemanes de los Sudetes se prolongaron hasta mediados de 1938. Lograron poco resultado; el líder de los Sudetes, Konrad Henlein, recibió instrucciones secretas de Hitler de no llegar a un acuerdo. El 3 de agosto, Walter Runciman viajó a Praga como mediador enviado por el Gobierno británico. Durante las siguientes dos semanas, Runciman se reunió por separado con Henlein, el presidente checoslovaco Edvard Beneš y otros líderes, pero las conversaciones no avanzaron. El 30 de agosto, Chamberlain se reunió con su gabinete y el embajador Henderson y aseguró el respaldo de ellos, aunque el primer lord del Almirantazgo Duff Cooper disintió contra la política del primer ministro de presionar a Checoslovaquia para que hiciera concesiones, sobre la base de que el Reino Unido no estaba en posición de respaldar ninguna amenaza para ir a guerra.
Chamberlain se dio cuenta de que Hitler probablemente señalaría sus intenciones en su discurso del 12 de septiembre en el congreso anual de Núremberg, por lo que el primer ministro discutió con sus asesores la posible respuesta si la guerra parecía inminente. En consulta con su asesor cercano, Horace Wilson, estableció el llamado «Plan Z»: si la guerra pareciera inevitable, volaría a Alemania para negociar directamente con Hitler.

#### Viaje a Múnich
Runciman continuó con su tarea, intentando presionar al Gobierno checoslovaco para que hiciera concesiones. El 7 de septiembre hubo un altercado que involucró a miembros de los Sudetes del Parlamento checoslovaco en la ciudad de Ostrava (Mährisch-Ostrau en alemán), en el norte de Moravia. Los alemanes hicieron mucha propaganda con el incidente, aunque Praga trató de conciliarlos despidiendo al policía que había estado involucrado. A medida que escalaba la tensión, Runciman concluyó que no tenía sentido intentar nuevas negociaciones hasta después del discurso de Hitler. La misión nunca se retomó.

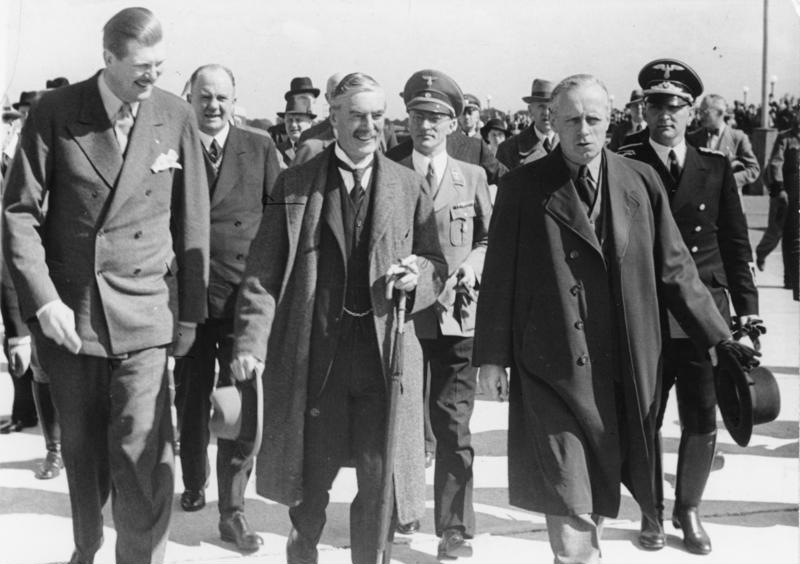
Chamberlain (al centro) caminando con el ministro de Asuntos Exteriores alemán, Joachim von Ribbentrop (a la derecha) cuando regresaba a Londres después de la reunión de Berchtesgaden, el 16 de septiembre de 1938.

Había mucha presión política en los últimos días antes del discurso de Hitler en el último día del congreso, ya que el Reino Unido, Francia y Checoslovaquia movilizaron parcialmente a sus tropas. Miles se reunieron frente al 10 de Downing Street en la noche del discurso. Finalmente, Hitler se dirigió a sus seguidores apasionados:

The condition of the Sudeten Germans is indescribable. It is sought to annihilate them. As human beings they are oppressed and scandalously treated in an intolerable fashion ... The depriving of these people of their rights must come to an end. ... I have stated that the "Reich" would not tolerate any further oppression of these three and a half million Germans, and I would ask the statesmen of foreign countries to be convinced that this is no mere form of words.
La condición de los alemanes de los Sudetes es indescriptible. Se busca aniquilarlos. Como seres humanos, son oprimidos y tratados escandalosamente de una manera intolerable [...] La privación de estas personas de sus derechos debe llegar a su fin. [...] He declarado que el Reich no tolerará más opresión de estos tres millones y medio de alemanes y pedirá a los estadistas de países extranjeros que se convenzan de que esto no es una simple composición de palabras.

A la mañana siguiente, 13 de septiembre, fuentes del Servicio Secreto informaron a Chamberlain y al Gabinete que a todas las embajadas alemanas se les había notificado que se invadiría Checoslovaquia el 25 de septiembre. Convencido de que los franceses no entrarían en el conflicto —Daladier propuso en privado una cumbre de tres potencias para resolver la cuestión de los Sudetes—, decidió implementar su «Plan Z» y envió un mensaje a Hitler de que estaba dispuesto a ir a Alemania para negociar. Al ser aceptada su propuesta, partió en avión en la mañana del 15 de septiembre; esta era la primera vez, a excepción de una breve excursión a una feria industrial, que viajaba por aire. Voló a Múnich y luego se trasladó en tren hasta el refugio de Hitler en Berchtesgaden.
La reunión frente a frente duró unas tres horas. Hitler exigió la anexión de los Sudetes y, al preguntarle, Chamberlain pudo obtener garantías de que Alemania no tenía planes para el resto de Checoslovaquia o en las áreas de Europa Oriental donde había minorías alemanas. Al finalizar la reunión, regresó a Londres creyendo que había obtenido un margen de maniobra con el que se podía llegar a un acuerdo y preservar la paz. Según las propuestas hechas en Berchtesgaden, Alemania se anexaría los Sudetes si un plebiscito favoreciera el plan. Checoslovaquia recibiría garantías internacionales de su independencia que reemplazarían obligaciones existentes en los tratados, principalmente la promesa francesa a los checoslovacos. Los franceses aceptaron los requisitos. Bajo considerable presión, los checoslovacos también lo permitieron, lo que provocó la caída del Gobierno de Checoslovaquia.

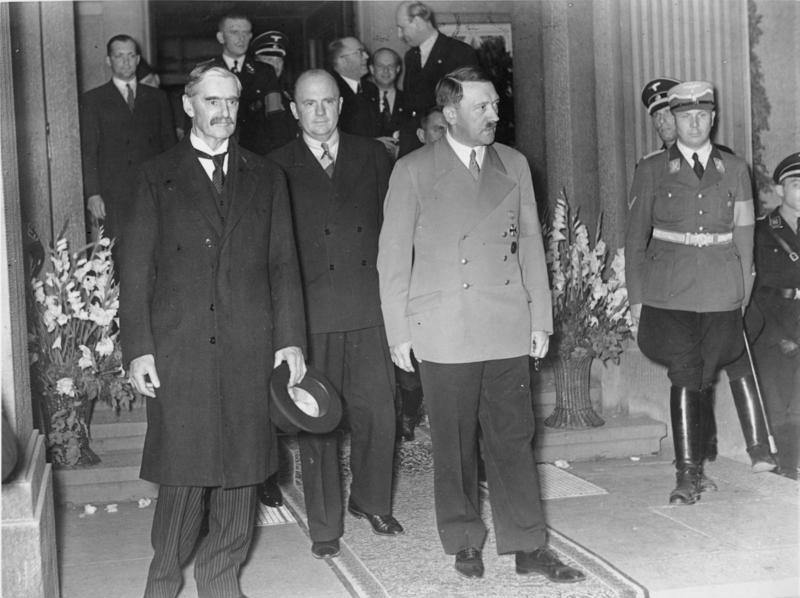
Chamberlain y Hitler abandonando la reunión de Bad Godesberg (Bonn), el 23 de septiembre de 1938.

Chamberlain regresó a Alemania y se encontró con Hitler en Bad Godesberg (Bonn) el 22 de septiembre. Hitler descartó las propuestas de la reunión anterior, alegando que «eso ya no servirá», y exigió la ocupación inmediata de los Sudetes, además de tomar en cuenta los reclamos territoriales polacos y húngaros sobre Checoslovaquia. Chamberlain se opuso enérgicamente y le contestó que había trabajado para alinear a los franceses y checoslovacos con las demandas alemanas, tanto que lo acusaron de ceder ante dictadores y había sido abucheado a su partida esa mañana. Hitler no se conmovió. Esa noche, Chamberlain dijo a Wood que la «reunión con Herr Hitler había sido de lo más insatisfactoria». Al día siguiente, Hitler lo mantuvo esperando hasta media tarde, cuando le envió una carta de cinco páginas, en alemán, detallando las demandas que había hecho oralmente el día anterior. Le respondió ofreciendo actuar como intermediario con los checoslovacos y le sugirió que pusiera sus demandas en un memorándum que se pudiera distribuir a los franceses y checoslovacos.
Los líderes se reunieron nuevamente más tarde en la noche del 23 de septiembre, una discusión que se extendió hasta la madrugada. Hitler exigió que los checos que huían de las zonas a ser anexionadas no llevaran nada con ellos. Extendió el día límite para la ocupación de los Sudetes hasta el 1 de octubre, fecha que había establecido mucho antes en secreto para la invasión de Checoslovaquia. La reunión terminó amigablemente y el primer ministro británico confió sus esperanzas al Führer de que podrían resolver otros problemas en Europa con el mismo espíritu. Hitler insinuó que los Sudetes cumplían sus ambiciones territoriales en Europa. Chamberlain voló de regreso a Londres y dijo: «Ahora depende de los checos».

#### Conferencia de Múnich
Las propuestas de Hitler se encontraron con la resistencia no solo de los franceses y checoslovacos, sino también de algunos miembros del gabinete de Chamberlain. Sin un acuerdo a la vista, la guerra parecía inevitable. El primer ministro emitió un comunicado de prensa pidiendo a Berlín que abandone la amenaza de usar la fuerza a cambio de asistencia del Gobierno británico para obtener las concesiones que buscaba. En la noche del 27 de septiembre, se dirigió a la nación por radio y, después de agradecer a quienes le escribieron, declaró:

How horrible, fantastic, incredible it is that we should be digging trenches and trying on gas-masks here because of a quarrel in a far-away country between people of whom we know nothing. It seems still more impossible that a quarrel that has already been settled in principle should be the subject of war.
Qué horrible, fantástico e increíble que estemos cavando trincheras y probándonos máscaras de gas aquí debido a una disputa en un país lejano entre gente de la que no sabemos nada. Parece aún más imposible que una pelea que ya se haya resuelto en principio sea objeto de guerra.

El 28 de septiembre, pidió a Hitler que lo invitara nuevamente a Alemania para buscar una solución a través de una cumbre que involucrara a británicos, franceses, alemanes e italianos. Recibió una respuesta favorable y la noticia le llegó cuando estaba concluyendo un discurso en la Cámara de los Comunes, que daba por sentado una sombría anticipación de la guerra. Chamberlain informó de la respuesta a la Cámara en su discurso, la cual tuvo una reacción apasionada del público, con parlamentarios animando alegremente al primer ministro y hasta diplomáticos en las galerías aplaudiendo. Alec Douglas-Home más tarde comentó: «Hubo muchos apaciguadores en el Parlamento ese día».
En la mañana del 29 de septiembre, despegó del aeródromo de Heston —al este del actual aeropuerto de Heathrow— para su tercera y última visita a Alemania. A su llegada a Múnich, la delegación británica fue llevada directamente al Führerbau, donde pronto llegaron Daladier, Benito Mussolini y Hitler. Los cuatro líderes y sus intérpretes celebraron una reunión informal; el Führer dijo que tenía la intención de invadir Checoslovaquia el 1 de octubre. Mussolini dio una propuesta similar a la posición de Hitler en Bad Godesberg, que, en realidad, había sido preparada por funcionarios alemanes y transmitida a Roma el día anterior. Los cuatro debatieron el borrador y Chamberlain planteó la cuestión de la compensación para el Gobierno y los ciudadanos checoslovacos, pero Hitler se negó a considerarlo.

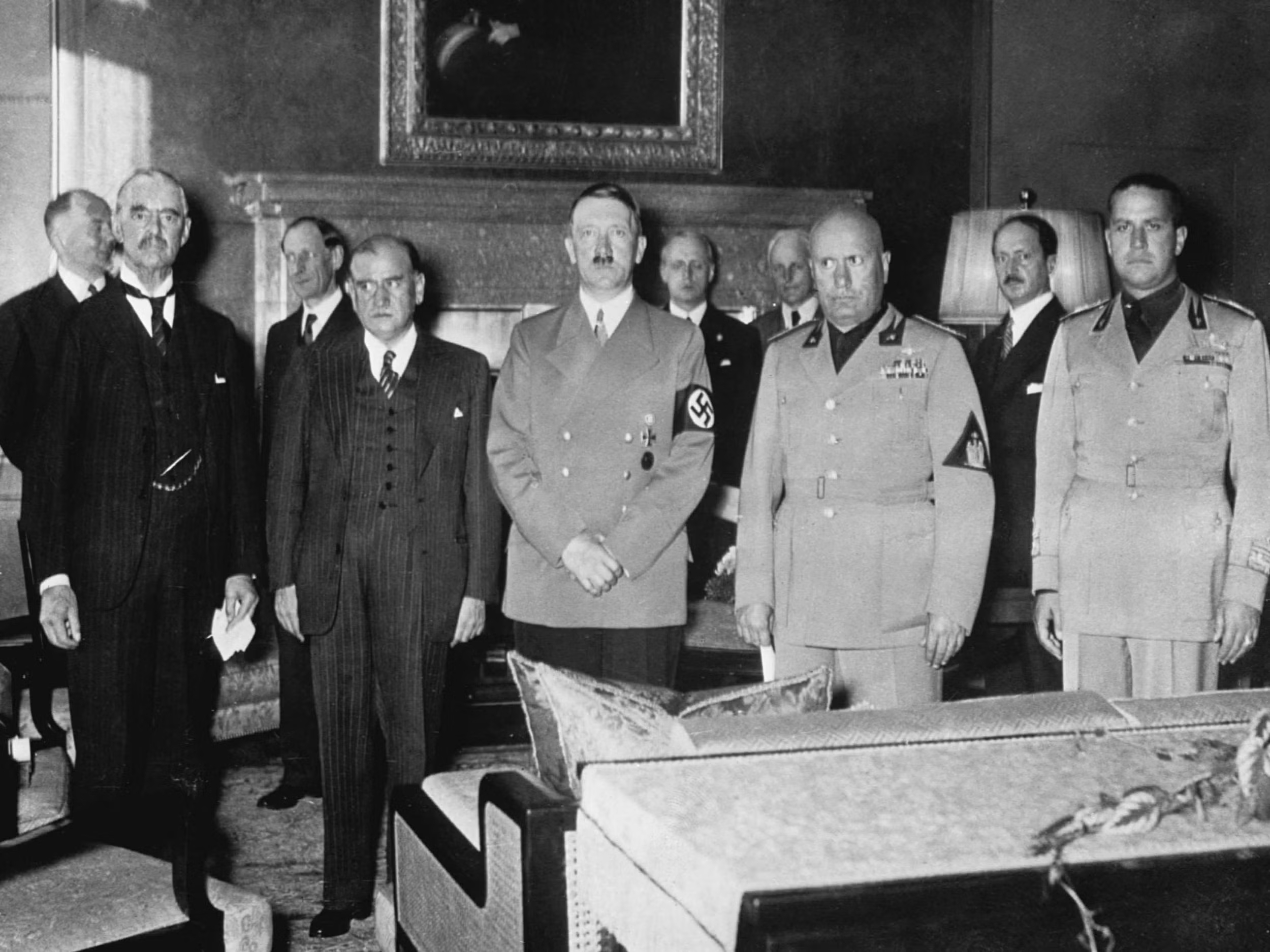
De izquierda a derecha, Chamberlain, Daladier, Hitler, Mussolini y el canciller italiano Galeazzo Ciano mientras se preparan para firmar los Acuerdos de Múnich.

Los líderes se unieron a los asesores después del almuerzo y estuvieron por horas discutiendo sobre cada cláusula del proyecto de acuerdo «italiano». Más tarde esa noche, los británicos y franceses se fueron a sus hoteles, aduciendo que tenían que buscar el consejo de sus respectivos gobiernos. Mientras tanto, los alemanes e italianos disfrutaron de la fiesta que Hitler había destinado a los participantes. Durante este descanso, el asesor del primer ministro, Horace Wilson, se reunió con los checoslovacos; les informó sobre el borrador del acuerdo y preguntó qué distritos eran particularmente importantes para ellos. La conferencia se reanudó alrededor de las 10 p. m. y estuvo principalmente en manos de un pequeño comité de redacción. A la 1:30 a. m., los Acuerdos de Múnich estaban listos, aunque la ceremonia de firma se retrasó cuando Hitler descubrió que el tintero ornamentado en su escritorio estaba vacío.
Chamberlain y Daladier regresaron a su hotel e informaron a los checoslovacos del acuerdo. Ambos instaron a que Checoslovaquia secundara rápidamente el acuerdo, ya que la evacuación de los checos debía comenzar al día siguiente. A las 12:30 p. m., el Gobierno checoslovaco se opuso a la decisión, pero accedió sus términos.

#### Consecuencias y repercusiones del pacto

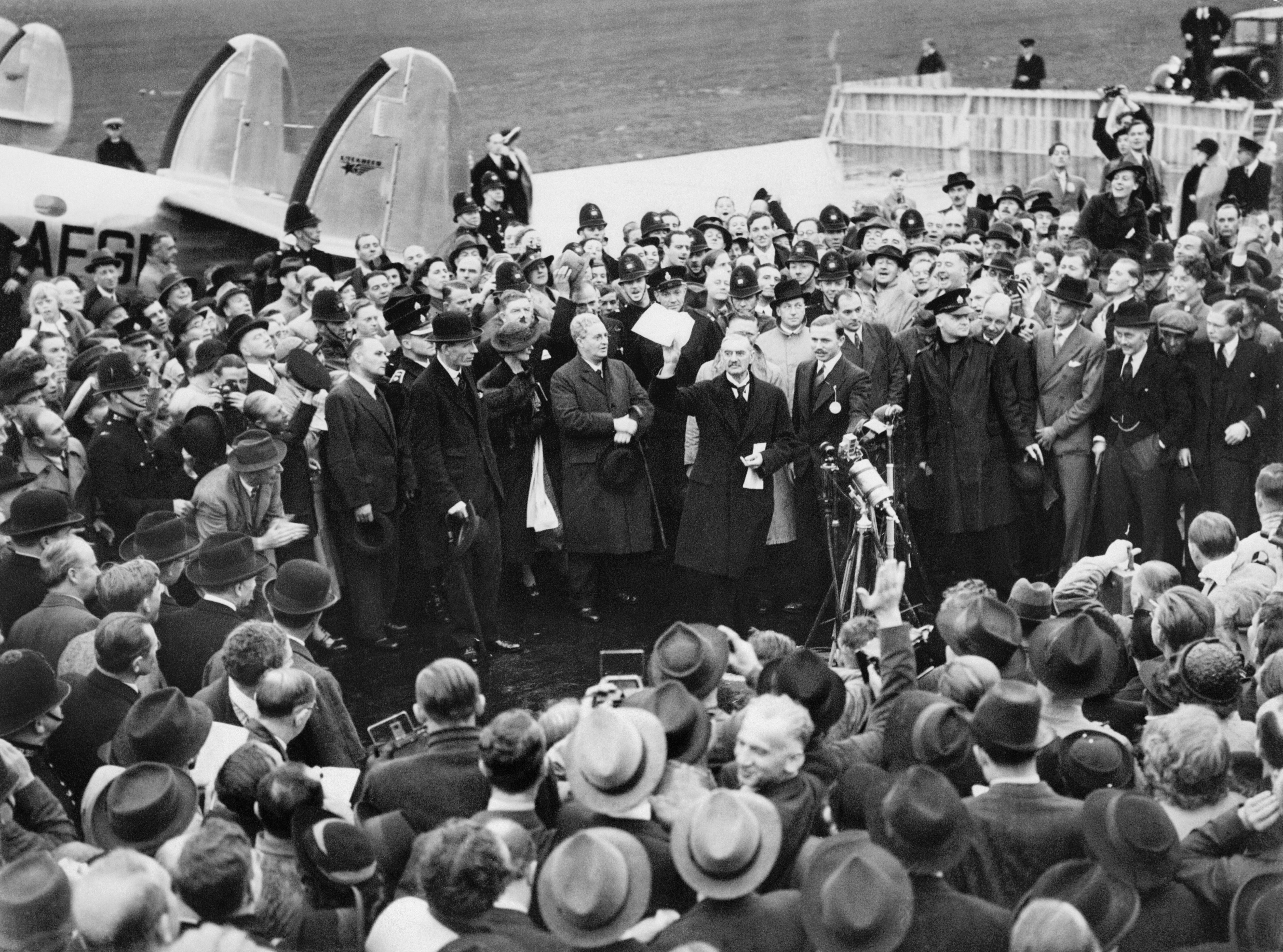
Chamberlain sosteniendo el papel firmado por Hitler y él mismo a su regreso de Múnich al aeródromo de Heston.

Antes de abandonar el Führerbau, solicitó una conferencia privada con Hitler, quien estuvo de acuerdo y acordaron encontrarse en departamento de su anfitrión en Múnich más tarde esa mañana. Allí, Chamberlain instó a la moderación en la implementación del acuerdo y solicitó que los alemanes no bombardearan Praga si los checos se resistían, a lo que Hitler parecía estar de acuerdo. Sacó de su bolsillo un papel titulado «Acuerdo Angloalemán», que contenía tres párrafos y una declaración en que las dos naciones consideraban a los Acuerdos de Múnich «un símbolo del deseo de nuestros dos pueblos de nunca volver a la guerra». Según Chamberlain, cuando se lo leyó Hitler intervino con un «¡Sí, sí!» (Ja! Ja!); ambos firmaron ese papel allí mismo. Ese día, cuando el ministro de Asuntos Exteriores alemán, Joachim von Ribbentrop, protestó ante el Führer por firmarlo, este le respondió: «Oh, no lo tome tan en serio. Ese pedazo de papel ya no tiene importancia». Por otro lado, Chamberlain palmeó el bolsillo de su pecho cuando regresó a su hotel para almorzar y dijo: «¡Lo tengo!». Se filtró la noticia del resultado de las reuniones antes de su regreso a Londres, causando satisfacción entre muchos, pero tristeza en Churchill y sus partidarios.
Regresó triunfante a Londres. Grandes multitudes atestaron a Heston, donde fue recibido por George Villiers, lord chambelán, quien le entregó una carta de Jorge VI que le expresaba la gratitud duradera del Imperio y lo llamaba a ir directamente al palacio de Buckingham para reportarse. Las calles estaban tan llenas de vítores que le tomó hora y media recorrer los 14 km desde Heston hasta el palacio. Después de informar al rey, Chamberlain y su esposa aparecieron en el balcón del palacio con los reyes. Luego fue a Downing Street; tanto la calle como el vestíbulo del número 10 estaban abarrotados. Mientras subía las escaleras para dirigirse a la multitud desde una ventana del primer piso, alguien lo llamó: «Neville, sube a la ventana y diles “Paz para nuestro tiempo”»; se dio la vuelta y respondió: «No, no hago ese tipo de cosas». Sin embargo, en su declaración a la multitud, recordó algunas palabras de su predecesor, Benjamin Disraeli, al regreso de este último del Congreso de Berlín:

My good friends, this is the second time there has come back from Germany to Downing Street peace with honour. I believe it is peace for our time. We thank you from the bottom of our hearts. Now I recommend you go home, and sleep quietly in your beds.
Mis buenos amigos, esta es la segunda vez que regresa de Alemania a Downing Street la paz con honor. Creo que es paz para nuestro tiempo. Os agradecemos desde el fondo de nuestros corazones. Ahora os recomiendo volved a vuestras casas y dormid tranquilamente en vuestras camas.

Jorge VI emitió una declaración a su pueblo: «Después de los magníficos esfuerzos del primer ministro en la causa de la paz, espero fervientemente que una nueva era de amistad y prosperidad esté amaneciendo entre los pueblos del mundo». Cuando el rey se encontró con Duff Cooper, quien renunció al cargo de primer lord del Almirantazgo por los Acuerdos de Múnich, le dijo que respetaba a las personas que tenían el coraje de sus convicciones, pero que no podía estar de acuerdo con él. Le escribió a su madre, la reina madre María, que «el primer ministro estaba encantado con los resultados de su misión, como todos nosotros». María respondió a su hijo con ira contra los que hablaron mal de Chamberlain: «Trajo la paz a casa. ¿Por qué no pueden estar agradecidos?». La mayoría de los periódicos apoyaron al primer ministro, sin crítica, y recibió miles de obsequios, desde un juego de cubiertos de plata hasta muchos de sus paraguas característicos.
La Cámara de los Comunes discutió los Acuerdos de Múnich el 3 de octubre. Aunque Cooper abrió el debate exponiendo los motivos de su renuncia y Churchill cargó duramente contra el pacto, ningún conservador votó en contra del gobierno. Alrededor de veinte y treinta se abstuvieron, entre ellos Churchill, Eden, Cooper y Harold Macmillan.
El 24 de enero de 1939, doce miembros del Riksdag de Suecia nominaron a Chamberlain para el premio Nobel de la Paz, por su «intento exitoso de prevenir el estallido de una guerra general en Europa». Erik Gottfrid Christian Brandt, un parlamentario socialdemócrata sueco, también nominó a Hitler para ese premio, aparentemente sin la intención de que la propuesta fuese tomada en serio, ya que se trataba de una «crítica satírica» a la nominación de Chamberlain porque veía con escepticismo los pactos alcanzados. Al final no se entregó el premio Nobel de la Paz de 1939.

#### Camino a la guerra
A raíz de la conferencia, continuó siguiendo un curso de rearme cauteloso. Dijo al Gabinete a principios de octubre de 1938: «[S]ería una locura que el país dejara de rearmarse hasta que estuviésemos convencidos de que otros países actuarían de la misma manera. Así, por el momento, no debemos relajar ninguna partícula de esfuerzo hasta que nuestras deficiencias se hayan solucionado». Más tarde, en octubre, se resistió a los llamados de poner a la industria en pie de guerra, convencido de que tal acción mostraría a Hitler que el primer ministro había decidido a abandonar el acuerdo. Chamberlain esperaba que el pacto con Alemania conduciría a una solución general de las disputas europeas, pero Hitler no expresó ningún interés público en el seguimiento del acuerdo. Luego de considerar una elección general inmediatamente después de la conferencia, decidió reorganizar su gabinete. A finales del año, las preocupaciones del público hicieron que concluyera que «deshacerse de esta Cámara de los Comunes incómoda y disgustada por una elección general» sería «suicida».
A pesar de la relativa quietud del Führer cuando el «Reich» absorbió a los Sudetes, las preocupaciones de política exterior continuaron preocupando a Chamberlain. Hizo viajes a París y Roma, con la esperanza de persuadir a los franceses para que acelerasen su rearme y que Mussolini fuese una influencia positiva en Hitler. Varios de los miembros de su gabinete, liderados por el secretario de Relaciones Exteriores, Edward Wood, comenzaron a apartarse de la política de apaciguamiento. Wood estaba ya convencido de que el pacto, aunque «mejor que una guerra europea», había sido «un negocio horrible y humillante». La repulsión pública sobre el pogromo de la noche de los cristales rotos (Kristallnacht) el 9 de noviembre hizo inaceptable cualquier intento de «acercamiento» con Hitler, aunque Chamberlain no abandonó sus esperanzas.
Aún confiado en la reconciliación con Alemania, pronunció un importante discurso en Birmingham el 28 de enero de 1939, en el que expresó su deseo de paz internacional, y envió una copia anticipada a Hitler en Berchtesgaden. Aparentemente dio su respuesta; en su discurso del Reichstag el 30 de enero, declaró que quería una «larga paz». Chamberlain creía que las mejoras en la defensa británica desde la conferencia conducirían al dictador alemán a la mesa de negociaciones. Este suponer fue reforzado por el discurso conciliador de un funcionario nazi que dio la bienvenida al embajador Henderson, de regreso a Berlín luego de una ausencia para recibir tratamiento médico en el Reino Unido. Chamberlain respondió con un mitin en Blackburn el 22 de febrero, optimista de que las naciones resolverían sus diferencias a través del comercio, y se sintió satisfecho cuando sus comentarios fueron difundidos en periódicos alemanes. Como la situación parecía mejorar, el gobierno de Chamberlain sobre la Cámara de los Comunes se mantuvo firme y convencido de que «jugaría en casa» en una elección a finales de 1939.
El 15 de marzo, Alemania invadió las provincias checas de Bohemia y Moravia, además de Praga. Aunque la respuesta parlamentaria inicial de Chamberlain fue, según el biógrafo Nick Smart, «débil», cuarenta y ocho horas después hablaba con más fuerza contra la agresión alemana. En otro discurso en Birmingham, el 17 de marzo, advirtió que «no hay mayor error que suponer que, debido a que se creía que la guerra es algo sin sentido y cruel, la nación ha perdido tanto su carácter que no tomará parte de su poder al máximo para resistir tal desafío, si alguna vez se hizo». Cuestionó si la invasión de Checoslovaquia era «el final de una vieja aventura o el comienzo de una nueva» y si era «un paso en la dirección de un intento de dominar el mundo por la fuerza». Según el secretario para las Colonias, Malcolm MacDonald, «alguna vez el primer ministro era un fuerte defensor de la paz, mientras que ahora definitivamente ha dado la vuelta al punto de vista de la guerra». El discurso fue recibido con una aprobación generalizada en el país y el reclutamiento para los servicios militares aumentó considerablemente.
Chamberlain se propuso construir una serie de pactos de defensa entre los países europeos restantes como un medio para disuadir a Hitler de la guerra. Buscó un acuerdo con Francia, la Unión Soviética y Polonia, por el que las grandes potencias acudirían para ayudar a los polacos si su independencia se veía amenazada, pero la desconfianza de Varsovia hacia Moscú hizo que las negociaciones fracasaran. En cambio, el 31 de marzo, informó a la Cámara de los Comunes que había aprobado las garantías británicas y francesas con las que prestarían a Polonia toda la ayuda posible en caso de cualquier acción que amenazara su independencia. En el debate que siguió, Eden declaró que la nación estaba ahora unida detrás del gobierno; incluso Churchill y Lloyd George elogiaron al gobierno de Chamberlain por emitir la garantía a los polacos.

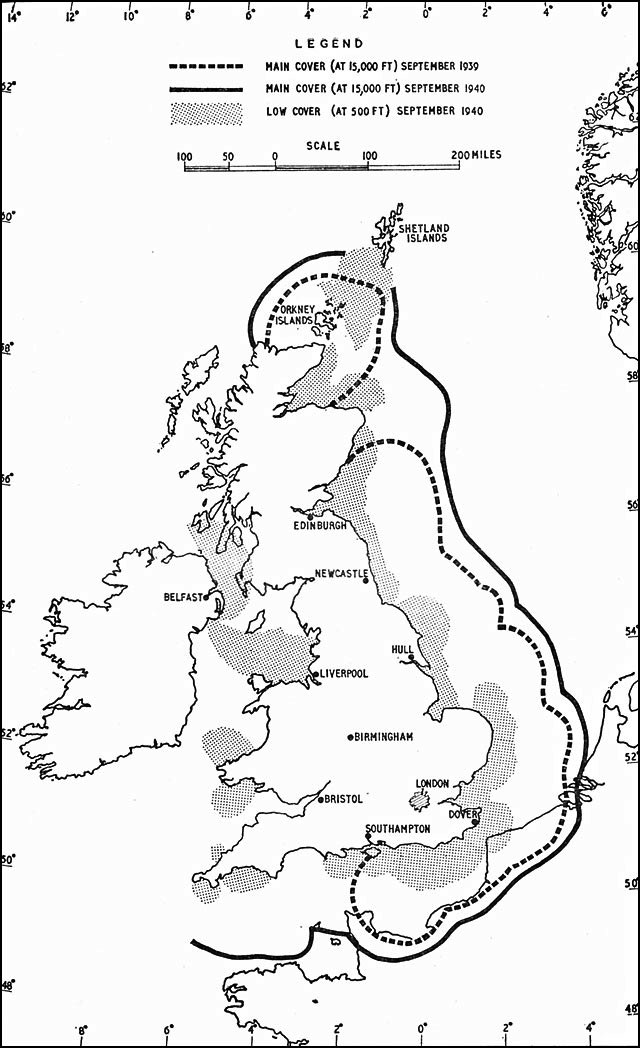
Cobertura del sistema de radar del territorio británico (Chain Home) en septiembre de 1939.

Siguió tomando otras medidas para disuadir a Hitler de la agresión. Duplicó el tamaño del Ejército Territorial, creó un Ministerio de Abastecimiento para acelerar el suministro de equipos a las fuerzas armadas e instituyó el reclutamiento en tiempos de paz. La invasión italiana de Albania el 7 de abril dio paso a garantías para Grecia y Rumania. El 17 de junio, el fabricante de aviones Handley Page recibió una orden de doscientos bombarderos medianos bimotores Hampden y, para el 3 de septiembre, la cadena de estaciones de radar que rodeaban la costa británica (Chain Home) estaba en pleno funcionamiento.
Era reacio a buscar una alianza militar con la Unión Soviética; desconfiaba ideológicamente del dictador Iósif Stalin y sentía que ganaba poco con un pacto, dadas las recientes purgas masivas en el Ejército Rojo. Gran parte de su gabinete estaba a favor de tal alianza y, cuando Polonia retiró su objeción a una alianza anglosoviética, no tuvo más remedio que proceder. Las conversaciones con el ministro de Relaciones Exteriores soviético, Viacheslav Mólotov, a las que Londres envió una delegación de bajo nivel, se prolongaron durante varios meses y finalmente fracasaron el 14 de agosto cuando Polonia y Rumania rehusaron permitir que las tropas soviéticas estuviesen estacionadas en sus territorios. Una semana después del revés de estas negociaciones, la Unión Soviética y Alemania firmaron el pacto Mólotov-Ribbentrop, comprometiéndose a no agredirse entre sí. En unas cláusulas secretas se acordó dividir Polonia, entre otros países, en caso de guerra. Chamberlain había ignorado los rumores de un «acercamiento» soviético-nazi y despreciaba el pacto anunciado públicamente, afirmando que de ninguna manera afectaba las obligaciones británicas hacia Polonia. El 23 de agosto, solicitó que Henderson entregara una carta a Hitler notificándole que el Reino Unido estaba totalmente preparado para cumplir con sus garantías con los polacos. Hitler ordenó a sus generales que se prepararan para una invasión de Polonia: «Nuestros enemigos son pequeños gusanos. Los vi en Múnich».

### Líder de guerra

#### Declaración de guerra
Alemania invadió Polonia en la madrugada del 1 de septiembre de 1939. El Gabinete británico se reunió a última hora de la mañana y emitió una advertencia a Berlín de que, a menos que se retirara del territorio polaco, Londres cumpliría sus obligaciones con Polonia. Cuando la Cámara de los Comunes se reunió a las 6:00 p. m., el primer ministro y el dirigente adjunto laborista Arthur Greenwood, suplente del enfermo Clement Attlee, fueron recibidos con vítores por el pleno. Chamberlain se dirigió emocionado al público y culpó del conflicto a Hitler.
No se hizo ninguna declaración formal de guerra de inmediato. El ministro de Asuntos Exteriores francés, Georges Bonnet, declaró que París no podía hacer nada hasta que su Parlamento se reuniera en la tarde del 2 de septiembre. Bonnet intentaba reunir apoyo para una cumbre al estilo de Múnich, propuesta por los italianos, que se celebraría el 5 de septiembre. El Gabinete británico exigió que Hitler recibiera un ultimátum de inmediato y que, si las tropas no se retiraban antes del 2 de septiembre, se declararía la guerra. Chamberlain y Wood estaban convencidos por las súplicas de Bonnet de que Francia necesitaba más tiempo para la movilización y la evacuación, por lo que pospusieron la expiración del ultimátum, que de hecho aún no se había entregado. En una larga declaración a la Cámara de los Comunes no mencionó ningún ultimátum, por lo que los parlamentarios lo recibieron mal. Cuando Greenwood se puso de pie para «hablar en nombre de las clases trabajadoras», el backbencher conservador Leo Amery lo instó a «Hablar por Inglaterra, Arthur», dando a entender que el primer ministro no lo estaba haciendo. Chamberlain contestó que las dificultades telefónicas dificultaban la comunicación con París y trató de disipar los temores de que los franceses se estaban debilitando. Tuvo poco éxito; muchos parlamentarios sabían de los esfuerzos de Bonnet. El laborista Harold Nicolson escribió tiempo después: «En esos pocos minutos se deshizo de su reputación». El aparente retraso dio lugar a temores de que Chamberlain volvería a buscar un acuerdo con Hitler. El último gabinete en tiempo de paz de Chamberlain se reunió a las 11:30 p. m., con una tormenta eléctrica afuera, y determinó que el ultimátum se presentaría en Berlín a las 9 a. m. del día siguiente con una caducidad de dos horas, antes de que la Cámara de los Comunes se reuniera a las mediodía. A las 11:15 a. m., se dirigió a la nación por radio, anunciando que el Reino Unido entraba en guerra con Alemania:

I am speaking to you from the cabinet room at 10 Downing Street. This morning the British ambassador in Berlin handed the German government a final note stating that unless we heard from them by 11 o'clock that they were prepared at once to withdraw their troops from Poland, a state of war would exist between us. I have to tell you now that no such undertaking has been received, and that consequently this country is at war with Germany. ... We have a clear conscience, we have done all that any country could do to establish peace, but a situation in which no word given by Germany's ruler could be trusted, and no people or country could feel itself safe had become intolerable ... Now may God bless you all and may He defend the right. For it is the evil things that we shall be fighting against, brute force, bad faith, injustice, oppression, and persecution. And against them I am certain that the right will prevail.
Os hablo desde la sala del Gabinete en el 10 de Downing Street. Esta mañana, el embajador británico en Berlín entregó al Gobierno alemán una nota final que manifestaba que, a menos que escuchemos respuesta de ellos a más tardar a las 11 en punto de que estaban preparados de inmediato para retirar sus tropas de Polonia, existiría un estado de guerra entre nosotros. Debo deciros ahora que no se ha recibido tal compromiso y que, en consecuencia, este país está en guerra con Alemania. [...] Tenemos la conciencia tranquila, hemos hecho todo lo que cualquier país podría hacer para establecer la paz, pero se había vuelto intolerable una situación en la que no se podía confiar en ninguna palabra dada por el gobernante de Alemania y en la que ninguna persona o país podía sentirse seguro. [...] Que Dios os bendiga a todos y que Él defienda lo correcto. Porque lucharemos contra las cosas malvadas, la fuerza bruta, la mala fe, la injusticia, la opresión y la persecución. Y contra estas estoy seguro de que prevalecerá lo correcto.

Esa tarde, se dirigió a la primera sesión dominical de la Cámara de los Comunes en más de ciento veinte años. Ante un pleno silencioso, hizo una declaración que incluso los opositores calificaron de «moderada y, por ende, efectiva»:

Everything that I have worked for, everything that I have hoped for, everything that I have believed in during my public life has crashed into ruins. There is only one thing left for me to do: that is devote what strength and power I have to forwarding the victory of the cause for which we have sacrificed so much.
Todo por lo que he trabajado, todo lo que he tenido fe, todo en lo que he creído durante mi vida pública se ha desmoronado en ruinas. Solo me queda una cosa por hacer: dedicar la fuerza y el poder que tengo para llevar a la victoria la causa por la que hemos sacrificado tanto.

Tiempo después, en plena Segunda Guerra Mundial, Churchill, que se opuso a los Acuerdos de Múnich cuando se firmaron, determinó que los términos del pacto no se cumplirían después de la guerra y que los territorios de los Sudetes debían ser devueltos a la Checoslovaquia de la posguerra, considerando «muerto» el tratado. En septiembre de 1942, el Comité Nacional Francés encabezado por Charles de Gaulle proclamó que el pacto era nulo ab initio; el 17 de agosto de 1944, el Gobierno francés ratificó esta decisión. Después de que la caída Mussolini, el Gobierno italiano también sentenció la nulidad del pacto.

#### «Guerra de broma»

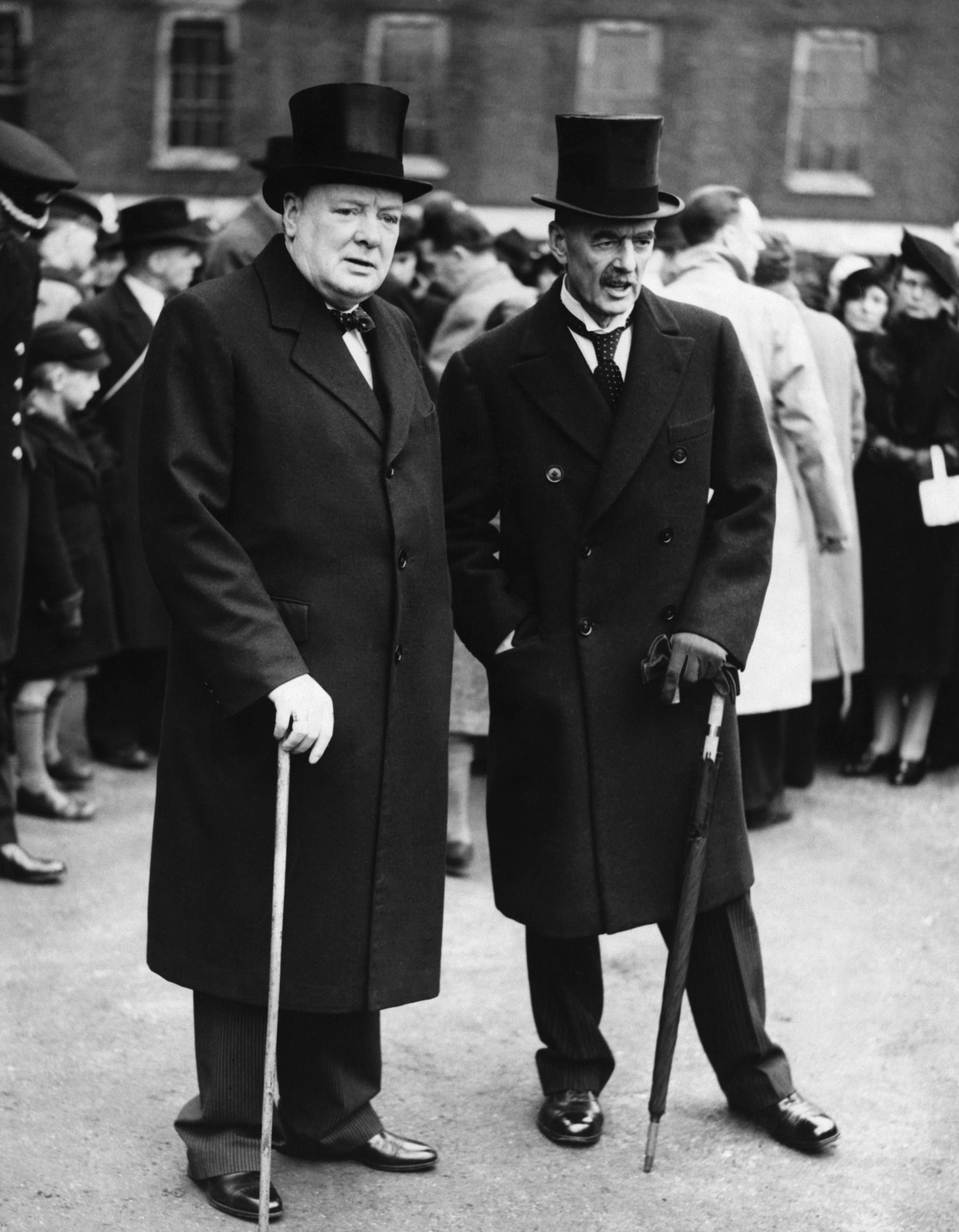
Winston Churchill y Chamberlain en 1935.

Instituyó un gabinete de guerra e invitó a los partidos Laborista y Liberal a unirse a su gobierno, pero se negaron. Restauró a Churchill en el Gabinete como primer lord del Almirantazgo, con un asiento en el gabinete de guerra. También dio a Eden un puesto de gobierno (secretario de Dominios), aunque no un asiento en el pequeño gabinete de guerra. En su nuevo cargo, Churchill demostró ser un colega difícil en el Gabinete, desbordando al primer ministro con largos memorandos. Chamberlain lo castigó por enviar tantos mensajes, ya que ambos se reunían en el gabinete de guerra todos los días. Sospechaba, como luego se demostró después de la guerra, que «estas cartas tienen el propósito de ser citadas en el libro que él escribirá más adelante». También disuadió algunos de los planes más extremos de Churchill, como la «Operación Catherine», que habría enviado tres acorazados fuertemente blindados al mar Báltico, con un portaviones y otras embarcaciones de apoyo, como un medio para detener los envíos de mineral de hierro a Alemania. Con la guerra naval como el único frente significativo que involucraba a los británicos en los primeros meses del conflicto, el deseo del primer lord de librar una guerra despiadada y victoriosa lo estableció como un líder en espera en la conciencia pública y entre los colegas parlamentarios.
Con poca acción terrestre en el oeste, los primeros meses de la guerra se denominaron «guerra ilusoria», más tarde rebautizada por los periodistas franceses como «guerra de broma» (drôle de guerre). Chamberlain, al igual que la mayoría de los oficiales y generales aliados, pensaba que la guerra se podía ganar relativamente rápido al mantener la presión económica sobre Alemania mediante un bloqueo, mientras continuaba el rearme. Además, era reacio a ir demasiado lejos para alterar la economía británica. El Gobierno presentó un presupuesto de guerra de emergencia sobre el cual declaró: «lo único que importa es ganar la guerra, aunque podemos quebrar en el proceso». Los gastos gubernamentales aumentaron un poco más que la tasa de inflación entre septiembre de 1939 y marzo de 1940. A pesar de estas dificultades, aún disfrutaba de índices de aprobación de hasta el 68 % y casi el 60 % en abril de 1940.

#### Caída del poder
A principios de 1940, los Aliados aprobaron una campaña naval (Plan R 4) diseñada para apoderarse de la región septentrional de Noruega, país neutral, en donde está el puerto clave de Narvik, y posiblemente también la ocupación de las minas de hierro en Gällivare, en el norte de Suecia, de los que Alemania obtuvo gran parte de sus recursos mineros. Cuando el Báltico se congeló en invierno, el mineral de hierro fue enviado al sur en barco desde Narvik. Los Aliados planearon minar las aguas noruegas (Operación Wilfred), provocando así una reacción alemana en Noruega, y luego ocuparían gran parte del país. Previsto por los Aliados, Alemania también había planeado invadir Noruega, y el 9 de abril las tropas alemanas ocuparon Dinamarca y emprendieron la invasión de Noruega en la Operación Weserübung. Las fuerzas alemanas rápidamente ocuparon gran parte del país. Los Aliados enviaron tropas a Noruega, pero tuvieron poco éxito, y, el 26 de abril, el gabinete de guerra ordenó la retirada. Los opositores del primer ministro decidieron transformar el debate de aplazamiento por el receso de Pentecostés en un desafío a Chamberlain, quien pronto se enteró del plan. Después de la furia inicial, decidió dar la cara.
Lo que se conoció como el «debate de Noruega» (Norway Debate) abrió el 7 de mayo y duró dos días. Los primeros discursos, como el de Chamberlain, fueron insulsos, pero el almirante de la flota Roger Keyes, representante de Portsmouth North, de uniforme completo, lanzó un ataque fulminante contra la conducta de la campaña de Noruega, aunque excluyó a Churchill de las críticas. Leo Amery luego pronunció un discurso que concluyó recordando las palabras de Oliver Cromwell al disolver el «parlamento largo»: «Te has sentado aquí demasiado tiempo para cualquier bien que estés haciendo. Váyase, digo, y déjenos terminar con usted. ¡En el nombre de Dios, váyase!». Cuando los laboristas anunciaron que pedirían una división de la Cámara de los Comunes, Chamberlain llamó a sus «amigos, porque aún tengo algunos amigos en esta Cámara, para apoyar al Gobierno esta noche». Debido a que el uso de la palabra friends («amigos») era un término convencional para referirse a los colegas del partido y, según el biógrafo Robert Self, muchos parlamentarios lo tomaron así, fue un «error de juicio» referirse a la lealtad de sus correligionarios «cuando la gravedad de la situación de guerra requería la unidad nacional». Lloyd George se unió a los atacantes y Churchill finalizó el debate con un discurso vigoroso en apoyo al Gobierno. Cuando se llevó a cabo la división, el Gobierno, que tenía una mayoría promedio de más de doscientos parlamentarios, prevaleció con solo ochenta y uno; treinta y ocho diputados del grupo disciplinario del partido votaron en contra y hubo entre veinte y veinticinco abstenciones.
Pasó gran parte del 9 de mayo en reuniones con sus colegas del Gabinete. Muchos conservadores, además de los que votaron contra de su gobierno, indicaron en ese día y en los siguientes que no deseaban la partida de Chamberlain, sino que buscaban reconstruir su gobierno. Sin embargo, decidió renunciar a menos que el Partido Laborista estuviese dispuesto a unirse a su gobierno, por lo que se reunió con Attlee ese mismo día, quien no estaba dispuesto, pero acordó consultar al Comité Ejecutivo Nacional y luego reunirse en Bournemouth. Chamberlain dio su apoyo a Wood como el próximo primer ministro, pero este se mostró reacio a presentar sus propias reivindicaciones, por lo que Churchill surgió como otra opción. Al día siguiente, Alemania invadió los Países Bajos y Chamberlain consideró permanecer en el cargo. Attlee confirmó que los laboristas no servirían bajo su mandato, aunque estaban dispuestos a hacerlo con otra persona. En consecuencia, Chamberlain se dirigió al palacio de Buckingham para presentar su renuncia y aconsejar al rey que mande a llamar a Churchill. Este último más tarde le expresó su gratitud por no aconsejar al rey que nombrase a Wood, que habría recibido el apoyo de la mayoría de los parlamentarios del gobierno. En una dimisión emitida esa noche, dirigiéndose a la nación dijo:

For the hour has now come when we are to be put to the test, as the innocent people of Holland, Belgium, and France are being tested already. And you and I must rally behind our new leader, and with our united strength, and with unshakable courage fight, and work until this wild beast, which has sprung out of his lair upon us, has been finally disarmed and overthrown.
Ha llegado la hora en que se nos pondrá a prueba, ya que los inocentes de los Países Bajos, Bélgica y Francia ya están siendo probados. Y vosotros y yo debemos unirnos detrás de nuestro nuevo líder, con nuestras fuerzas unidas y con una valentía inquebrantable luchar y trabajar hasta que esta bestia salvaje, que ha surgido de su guarida sobre nosotros, finalmente haya sido desarmada y derribada.

La reina Isabel le dijo que su hija, la princesa Isabel, lloró cuando escuchó la transmisión. Churchill le envió una carta expresando su agradecimiento por la voluntad de apoyarlo en la hora de necesidad del país; el ex primer ministro Stanley Baldwin, predecesor de Chamberlain, escribió: «Has pasado por el fuego desde que estuvimos hablando juntos hace solo quince días y te has hecho oro puro».

## Lord presidente del Consejo
En una desviación de la práctica habitual, no solicitó ningún honor de la lista para primeros ministros salientes. Con Chamberlain como líder del Partido Conservador y con muchos parlamentarios aún apoyándolo y desconfiando del nuevo premier, Churchill se abstuvo de cualquier purga de los leales de su predecesor. Churchill deseaba que Chamberlain regresara a la Cancillería de la Hacienda, pero declinó la oferta, convencido de que esto conduciría a dificultades con el Partido Laborista. En cambio, aceptó el cargo de lord presidente del Consejo, con un asiento en el pequeño gabinete de guerra de cinco miembros. Cuando ingresó a la Cámara de los Comunes el 13 de mayo de 1940, por primera vez desde su renuncia, «los parlamentarios perdieron la cabeza, gritaron, vitorearon, agitaron sus papeles y su recepción fue una ovación regular». La Cámara recibió a Churchill fríamente; algunos de sus grandes discursos allí, como «Lucharemos en las playas» (We shall fight on the beaches), se encontraron con un entusiasmo a medias.
Su caída del poder  lo dejó profundamente deprimido; escribió: «Pocos hombres pueden haber conocido tal inversión de fortuna en tan poco tiempo». Lamentó especialmente la pérdida de Chequers como «un lugar donde he estado tan feliz», aunque después de una visita de despedida de la familia Chamberlain el 19 de junio, escribió: «Estoy contento ahora de lo he hecho y pondré a Chequers fuera de mi mente». Como lord presidente, asumió vastas responsabilidades sobre asuntos domésticos y presidió el gabinete de guerra durante las numerosas ausencias de Churchill. Attlee luego lo recordó como «libre de cualquier rencor que pudiera haber sentido contra nosotros. Trabajó muy duro y bien: un buen presidente, un buen miembro del comité, siempre muy serio». Como jefe del Comité del Lord Presidente, ejerció una gran influencia sobre la economía de tiempos de guerra. Wood informó al gabinete de guerra el 26 de mayo, con los Países Bajos conquistados y el primer ministro francés Paul Reynaud advirtiendo que su país podría tener que firmar un armisticio, los contactos diplomáticos con una Italia aún neutral ofrecieron la posibilidad de una paz negociada. Wood instó a seguir y ver si se podía obtener una oferta que valiera la pena. Las disputas sobre el curso de acción en del gabinete de guerra duraron tres días; la declaración de Chamberlain en el último día, de que era poco probable que hubiera una oferta aceptable y que el asunto no se debería tratar en ese momento, permitió convencer al gabinete de guerra a rechazar las negociaciones.

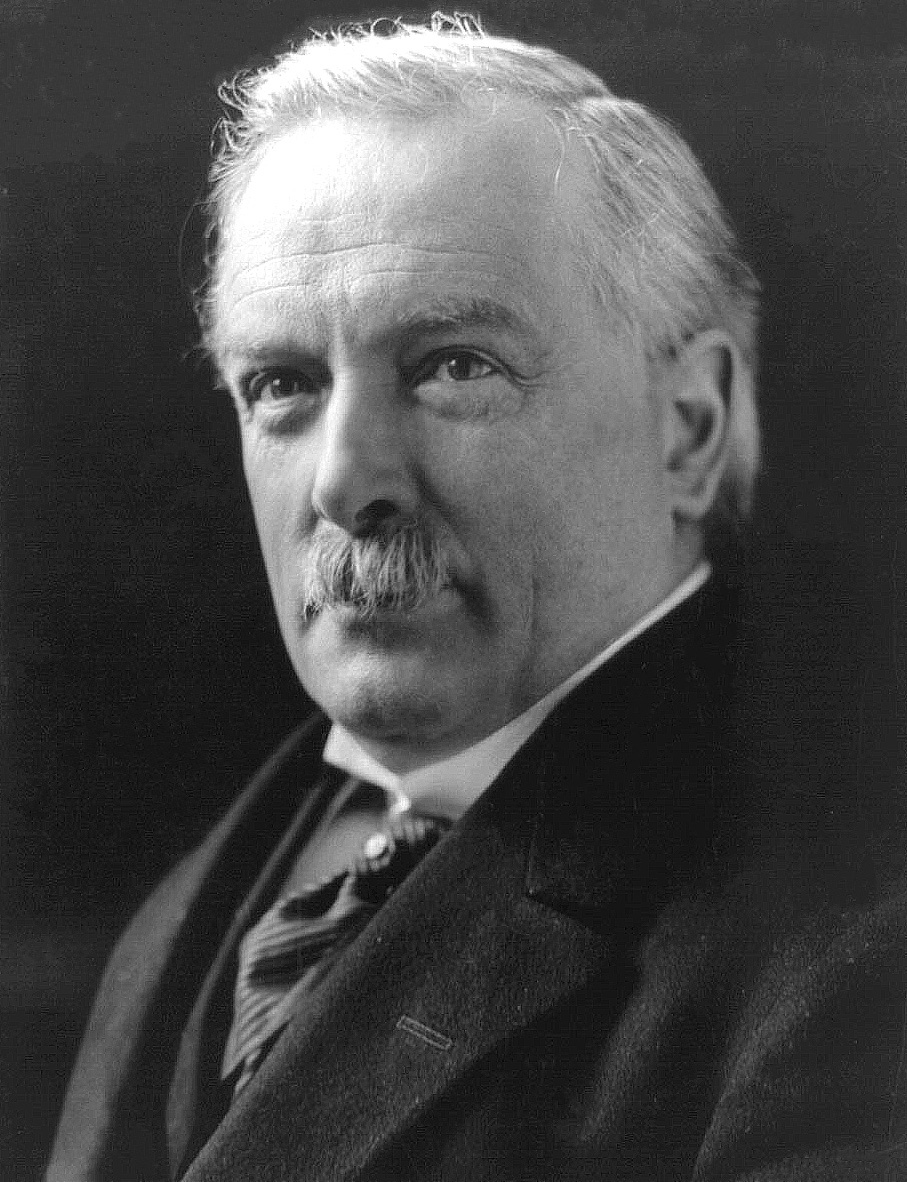
David Lloyd George, primer ministro entre 1916-1922, cuyo desprecio por Chamberlain era correspondido.

En dos ocasiones ese mismo mes, Churchill abordó el tema de traer a Lloyd George al gobierno. Chamberlain indicó que, por su antipatía desde mucho tiempo atrás, se retiraría inmediatamente si Lloyd George era nombrado ministro. Churchill no lo designó, pero volvió a plantear el tema con Chamberlain a principios de junio. Esta vez, aceptó el nombramiento de Lloyd George, siempre que le diera una garantía personal de dejar de lado la enemistad. Al final, Lloyd George se negó a servir en el gobierno de Churchill.
Chamberlain trabajó para alinear a su partido detrás de Churchill, trabajando con el jefe de la disciplina del partido (los whip), David Margesson, para superar las sospechas y aversiones de los miembros contra el primer ministro. El 4 de julio, después del ataque británico contra la flota francesa, Churchill fue recibido en la Cámara con gran ovación por parte de los parlamentarios conservadores que lo apoyaban junto con Chamberlain y estuvo casi abrumado de emoción por la primera alegría que recibió de los demás parlamentarios de su propio partido, que no hacían desde mayo. Churchill le correspondió la lealtad y rehusó considerar los intentos laboristas y liberales de expulsar del gobierno al lord presidente. Cuando las críticas de Chamberlain aparecieron en la prensa y cuando se enteró de que los laboristas tenía la intención de utilizar una próxima sesión secreta del Parlamento como plataforma para atacarlo, dijo a Churchill que solo podía defenderse atacando al Partido Laborista. El primer ministro intervino con los laboristas y la prensa y las críticas cesaron, según Chamberlain, «como cerrar un grifo».
En julio de 1940, «Cato», un seudónimo de tres periodistas —el futuro líder laborista Michael Foot, el exparlamentario liberal Frank Owen y el conservador Peter Howard—, publicó el polémico libro Guilty men para atacar al historial del Gobierno Nacional, alegando que no había logrado prepararse adecuadamente para la guerra. Pidió la remoción de Chamberlain y otros ministros que supuestamente habían contribuido a los desastres británicos de la primera parte de la guerra. Se vendieron más de 200 000 copias, muchas de las cuales fueron pasadas de una mano a otra, y alcanzó las veintisiete ediciones en los primeros meses, a pesar de no ser distribuido por varias librerías importantes. Según el historiador David Dutton, «su impacto en la reputación de Chamberlain, tanto en el público en general como en el mundo académico, fue realmente profundo».
Había disfrutado durante mucho tiempo de una excelente salud, excepto por ataques ocasionales de gota, pero en ese mes tenía un dolor casi constante. Buscó tratamiento y más tarde ingresó al hospital para someterse a una cirugía. Los médicos descubrieron que sufría de cáncer de intestino terminal, pero se lo ocultaron y le dijeron que no necesitaría más intervenciones quirúrgicas. Reanudó su trabajo a mediados de agosto y regresó a su oficina el 9 de septiembre, pero el dolor regresó, agravado por el bombardeo nocturno de Londres que lo obligó a ir a un refugio antiaéreo. Trasnochado y sin energías, abandonó Londres por última vez, el 19 de septiembre, regresando a Highfield Park en Heckfield. Ofreció su dimisión a Churchill el 22 de septiembre de 1940, quien inicialmente se mostró reacio a aceptar, pero, cuando ambos se dieron cuenta de que nunca volvería a trabajar, finalmente le permitió renunciar. Churchill le preguntó si aceptaría la orden más alta de caballería británica, la Orden de la Jarretera, de la que su hermano había sido miembro. Chamberlain se negó y dijo que «preferiría morir simplemente como 'Mr Chamberlain' como mi padre antes que yo, sin ningún título». La City de Londres le concedió el título de Ciudadano de Honor en 1940, pero murió antes de la aceptación; su viuda recibió el pergamino al año siguiente.
En el poco tiempo que le quedaba, estaba enfurecido por los comentarios de la prensa «cortos, fríos y en su mayor parte despreciativos» sobre su retiro, «sin la más mínima señal de simpatía por el hombre o incluso cualquier comprensión de que pudiera haber una tragedia humana en el fondo». Los reyes condujeron desde Windsor para visitar al moribundo el 14 de octubre. Chamberlain recibió cientos de cartas de simpatía de amigos y simpatizantes. Le escribió a John Simon, quien había sido el canciller de la Hacienda en su gobierno:

[I]t was the hope of doing something to improve the conditions of life for the poorer people that brought me at past middle life into politics, and it is some satisfaction to me that I was able to carry out some part of my ambition even though its permanency may be challenged by the destruction of war. For the rest I regret nothing that I have done & I can see nothing undone that I ought to have done. I am therefore content to accept the fate that has so suddenly overtaken me.
[F]ue la esperanza de hacer algo para mejorar las condiciones de vida de las personas más pobres lo que me llevó a la política en la mitad de mi vida y es una satisfacción para mí que pude llevar a cabo parte de mi ambición, a pesar de que su permanencia pudiera ser desafiada por la destrucción de la guerra. Por lo demás, no me arrepiento de nada de lo que he hecho y no veo nada de lo que debería haber hecho. Por ello, estoy contento de aceptar el destino que tan repentinamente me ha sobrepasado.

## Muerte
Murió de cáncer de intestino el 9 de noviembre de 1940 a la edad de 71 años. Se celebró un funeral en la abadía de Westminster, debido a problemas de seguridad en tiempos de guerra, la fecha y la hora no se publicitaron ampliamente. Después de la cremación, sus cenizas fueron enterradas en la abadía junto a las de Andrew Bonar Law. Churchill lo elogió en la Cámara de los Comunes tres días después del fallecimiento:

Whatever else history may or may not say about these terrible, tremendous years, we can be sure that Neville Chamberlain acted with perfect sincerity according to his lights and strove to the utmost of his capacity and authority, which were powerful, to save the world from the awful, devastating struggle in which we are now engaged. This alone will stand him in good stead as far as what is called the verdict of history is concerned.
Independientemente de lo que la historia pueda o no decir sobre estos terribles y tremendos años, podemos estar seguros de que Neville Chamberlain actuó con perfecta sinceridad de acuerdo con sus pareceres y se esforzó al máximo de su capacidad y autoridad, que fueron poderosas, para salvar al mundo de la horrible y devastadora lucha en la que ahora estamos comprometidos. Esto lo mantendrá en buena posición en lo que respecta al llamado veredicto de la historia.

Aunque algunos de los partidarios de Chamberlain encontraron que esta oratoria eran falsos halagos al difunto primer ministro, Churchill agregó en privado: «¿Qué debo hacer sin el pobre Neville? Confiando que él cuidaría del frente interno por mí». Entre otros que rindieron homenaje en la Cámara de los Comunes y en la de los Lores el 12 de noviembre se encontraban el secretario de Relaciones Exteriores Edward Wood, el líder del Partido Laborista Clement Attlee y el líder del Partido Liberal y el ministro de Aire Archibald Sinclair. Se esperaba que hablara Lloyd George, el único ex primer ministro que quedaba en la Cámara, pero se ausentó de los actos. Siempre cercano a su familia, los ejecutores de su testamento fueron sus primos, Wilfred Byng Kenrick y Sir Wilfrid Martineau, quienes también fueron alcaldes de Birmingham.

## Legado y reputación

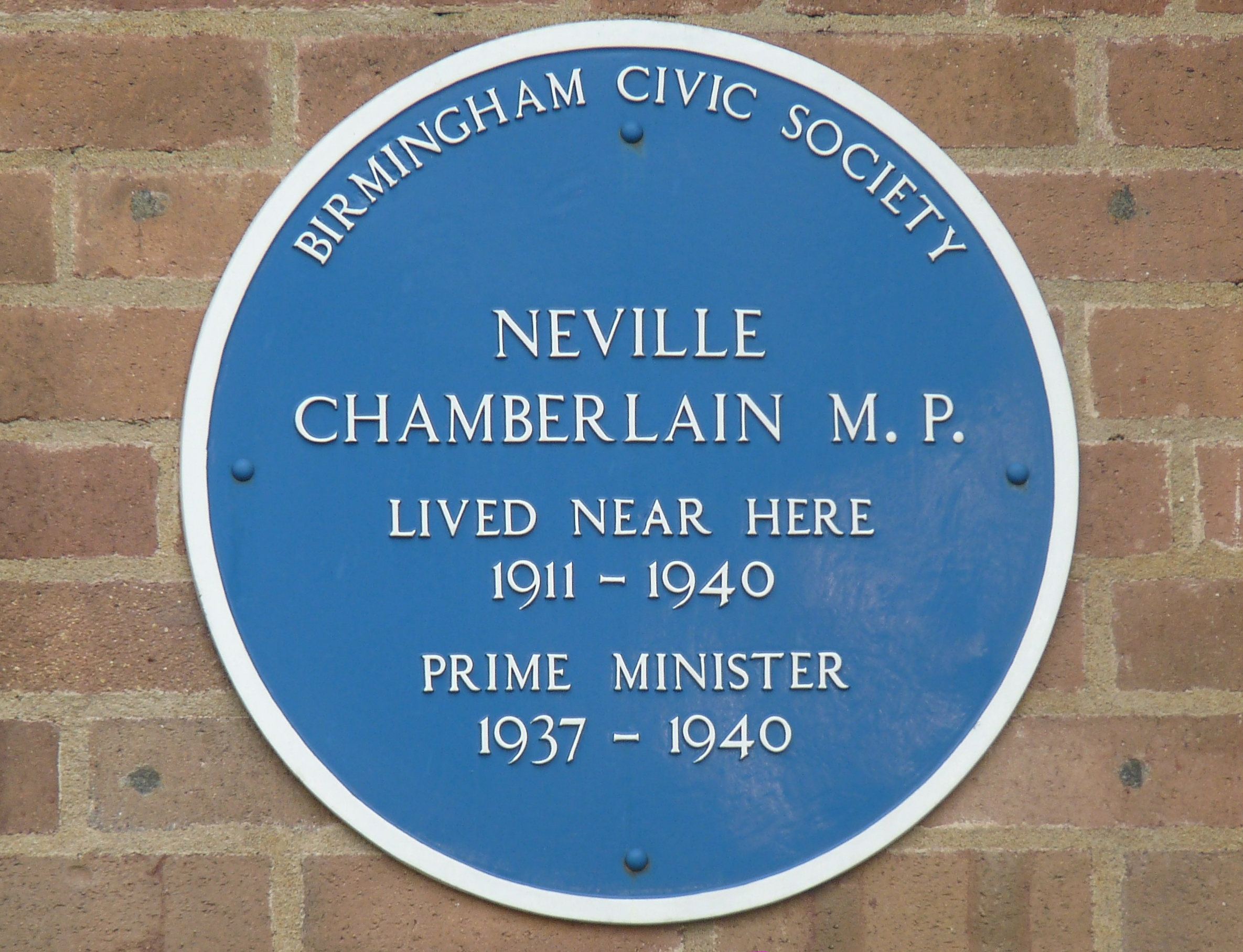
Placa conmemorativa en su honor en Edgbaston (Birmingham).

Unos días antes de su muerte, escribió:

So far as my personal reputation is concerned, I am not in the least disturbed about it. The letters which I am still receiving in such vast quantities so unanimously dwell on the same point, namely without Munich the war would have been lost and the Empire destroyed in 1938 ... I do not feel the opposite view ... has a chance of survival. Even if nothing further were to be published giving the true inside story of the past two years I should not fear the historian's verdict.
En lo que respecta a mi reputación personal, no me preocupa en lo más mínimo. Las cartas que sigo recibiendo en cantidades tan grandes, por unanimidad, se centran en el mismo punto, es decir, sin Múnich, la guerra se habría perdido y el Imperio destruido en 1938. [...] No siento la opinión contraria [...] había posibilidades de sobrevivir. Incluso si no se publicara nada más sobre la verdadera historia interna de los últimos dos años, no debería temer el veredicto del historiador.

Guilty men no fue el único libro de la Segunda Guerra Mundial que dañó su reputación. We were not all wrong, publicado en 1941, tomó una táctica similar a Guilty men, argumentando que los parlamentarios liberales y laboristas, así como un pequeño número de conservadores, habían luchado contra sus políticas de apaciguamiento. El autor, el parlamentario liberal Geoffrey Mander, votó en contra del servicio militar obligatorio en 1939. Otro libro contra las políticas conservadoras fue Why not trust the Tories, escrito en 1944 por «Gracchus», quien más tarde se descubrió era el futuro ministro de Trabajo Aneurin Bevan, que castigó a los conservadores por las decisiones de política exterior de Baldwin y Chamberlain. Aunque al final de la guerra algunos conservadores dieron sus propias versiones de los acontecimientos, especialmente Quintin Hogg en su libro The left was never right de 1945, había una creencia pública firmemente establecida de que Chamberlain era culpable de graves juicios erróneos diplomáticos y militares, que casi causaron la derrota del Reino Unido.
Su reputación quedó perjudicada por estos ataques desde la izquierda, pero en 1948, con la publicación de The Gathering Storm, el primero de seis volúmenes de la serie de Churchill, The Second World War, la fama de Chamberlain sufrió un golpe aún más tremendo desde la derecha. Si bien Churchill declaró en privado «esto no es historia, esto es mi versión», su serie de escritos fue mucho más influyente; lo describió como líder bien intencionado pero muy débil ante las circunstancias, gravemente ciego ante la amenaza planteada por Hitler, y ajeno al hecho de que, según el mismo Churchill, el dictador alemán pudo haber sido apartado del poder por una gran coalición de Estados europeos. Churchill sugirió además que la demora de un año entre los Acuerdos de Múnich y el ataque nazi a Polonia empeoró la posición militar británica y censuró a Chamberlain por varias decisiones en tiempos de paz y guerra. En los años posteriores a la publicación de los libros, pocos historiadores cuestionaron el juicio de Churchill. Anne de Vere Cole, la viuda de Chamberlain, sugirió que dicha colección estaba llena de asuntos que «no son verdaderas inexactitudes que podrían corregirse fácilmente, sino omisiones y suposiciones sistemáticas acerca de ciertas cosas que ahora se reconocen como hechos cuando en realidad no tuvieron tal condición».
En 1974, muchas de sus cartas familiares y sus extensos documentos personales fueron legados por su familia a los archivos de la Universidad de Birmingham. Durante la guerra, la familia Chamberlain había encargado al historiador Keith Feiling que produjera una biografía oficial y le dieron acceso a los diarios y documentos privados. Si bien Feiling tenía derecho de acceso a los documentos oficiales al ser biógrafo oficial de una persona recientemente fallecida, es posible que no haya tenido conocimiento de las disposiciones legales y la Secretaría del Gabinete negó sus solicitudes de acceso. Aunque Feiling produjo lo que David Dutton describió en 2001 como «la biografía de un solo volumen más impresionante y persuasiva» de Chamberlain, terminada durante la guerra y publicada en 1946, no pudo reparar el daño ya hecho a la reputación del ex primer ministro.
Una biografía sobre Chamberlain de 1961 por el parlamentario conservador Iain Macleod fue la primera destacada de una escuela de pensamiento revisionista. El mismo año, A. J. P. Taylor, en su libro The origins of the Second World War, descubrió que Chamberlain había rearmado adecuadamente al país para su defensa, aunque un rearme diseñado para derrotar a Alemania habría necesitado recursos adicionales masivos, y describió los Acuerdos de Múnich como «un triunfo para todo lo que fue mejor y más iluminado en la vida británica [... y] para aquellos que denunciaron con valentía la dureza y la miopía de Versalles».
La adopción de la «regla de los treinta años» en 1967 puso a disposición muchos de los documentos de su gobierno en los siguientes tres años, ayudando a justificar por qué Chamberlain actuó como lo hizo. Los trabajos resultantes alimentaron en gran medida a la escuela revisionista, aunque también incluyeron libros que lo criticaron fuertemente, como Diplomacy of illusion de 1972 de Keith Middlemas, que lo retrató como un político experimentado con ceguera estratégica cuando se trataba de Alemania. Los documentos publicados indicaron que, contrariamente a las afirmaciones hechas en Guilty men, Chamberlain no había ignorado el consejo del Ministerio de Asuntos Exteriores ni había desoído o atropellado a su gabinete. Otros archivos mostraron que había considerado buscar una gran coalición entre gobiernos europeos, como el que luego propuso Churchill, pero rechazó el plan porque la división de Europa en dos campos haría la guerra más probable, no lo contrario. También mostraron que Chamberlain había sido informado de que los dominios, siguiendo políticas exteriores independientes bajo el Estatuto de Westminster de 1931, advirtieron que el Gobierno británico no podría depender de su ayuda en caso de una guerra continental. El informe de los jefes de Estado Mayor, que indicaba que el Reino Unido no podía evitar por la fuerza que Alemania conquistara Checoslovaquia, se conoció públicamente en estas desclasificaciones. En reacción a la escuela de pensamiento revisionista respecto al mandato de Chamberlain, surgió a partir de la década de 1990 una escuela posrevisionista que utilizó los documentos publicados para justificar las conclusiones iniciales de Guilty men. El historiador de Oxford R. A. C. Parker argumentó que Chamberlain tuvo la posibilidad de forjar una alianza estrecha con Francia después del Anschluß, a principios de 1938, e iniciar una política de contención de Alemania bajo los auspicios de la Sociedad de las Naciones. Si bien muchos escritores revisionistas sugirieron que Chamberlain tuvo pocas o ninguna opción en sus acciones, Parker argumentó que el primer ministro y sus colegas eligieron el apaciguamiento en lugar de otras políticas viables. En sus dos volúmenes, Chamberlain and appeasement (1993) y Churchill and appeasement (2000), Parker declaró que el primer ministro, debido a su «personalidad poderosa y obstinada» y su habilidad en el debate, hizo que el Reino Unido adoptara el apaciguamiento en detrimento de la disuasión efectiva. Parker también sugirió que si Churchill hubiera ocupado un alto cargo en la segunda mitad de la década de 1930 habría construido una serie de alianzas que habrían disuadido a Hitler y posiblemente provocado que los opositores domésticos a los nazis procurasen su destitución.
Dutton notó que la reputación de Chamberlain, para bien o para mal, probablemente siempre estará muy vinculada a la evaluación de su política hacia la Alemania nazi:

Whatever else may be said of Chamberlain's public life his reputation will in the last resort depend upon assessments of this moment [Munich] and this policy [appeasement]. This was the case when he left office in 1940 and it remains so sixty years later. To expect otherwise is rather like hoping that Pontius Pilate will one day be judged as a successful provincial administrator of the Roman Empire.
Cualquier otra cosa que se pueda decir de la vida pública de Chamberlain, su reputación dependerá en última instancia de las evaluaciones de este momento [Acuerdos de Múnich] y esta política [el apaciguamiento]. Este fue el caso cuando abandonó el cargo en 1940 y se mantiene así sesenta años después. Esperar lo contrario es como aguardar a que Poncio Pilato sea juzgado algún día como un exitoso administrador provincial del Imperio romano.